# Rheine
Rheine (Westfaals: Rheni, Rene) is een stad en gemeente in de Duitse deelstaat Noordrijn-Westfalen, gelegen aan de Eems in de Kreis Steinfurt. Rheine grenst in het noorden aan de deelstaat Nedersaksen. De gemeente telt 76.123 inwoners (31 december 2020) op een oppervlakte van 144,86 km². 

## Stadsdelen

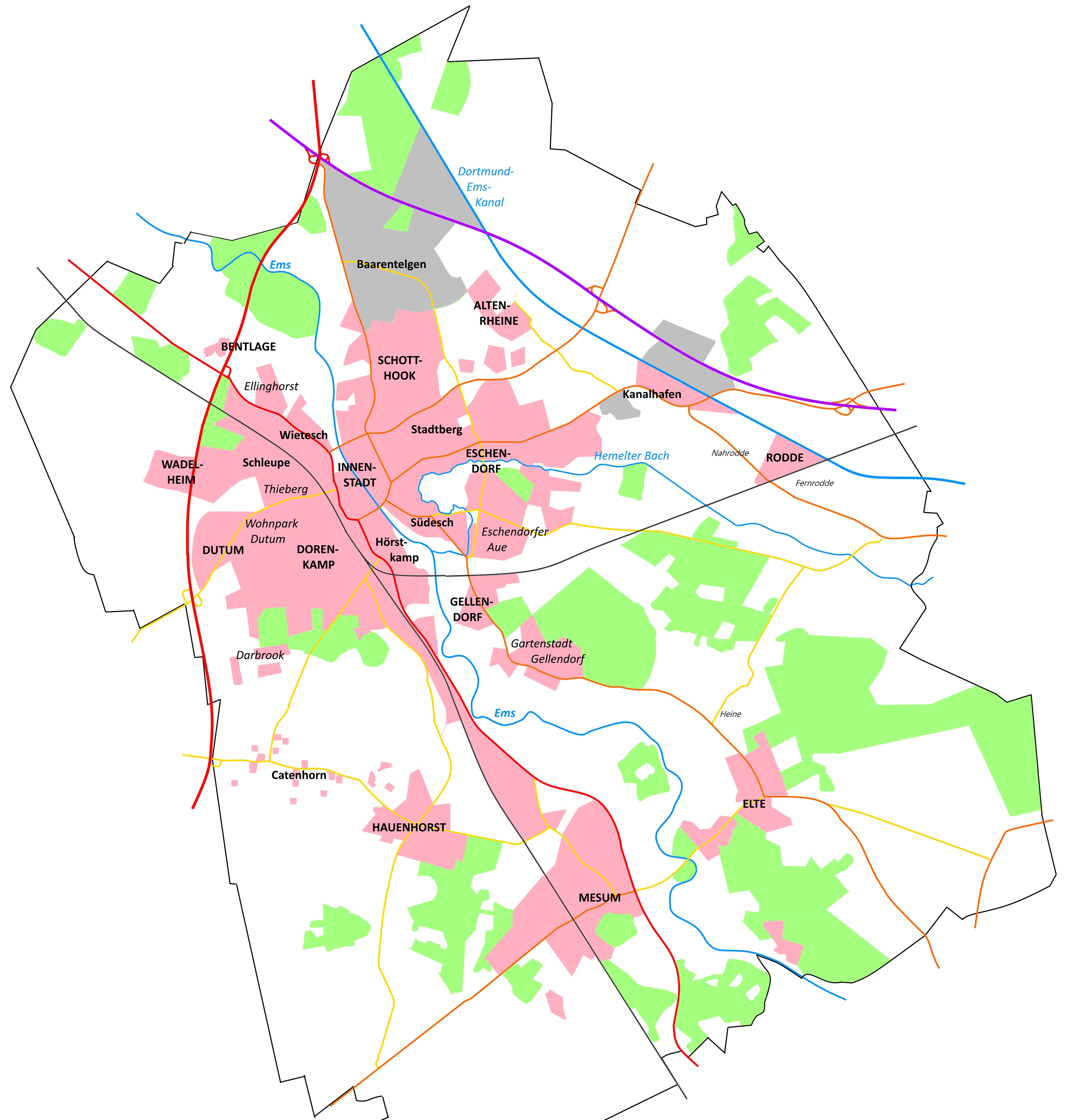
Overzichtskaart stadsdelen van Rheine

De stad is officieel verdeeld in 19 stadsdelen. De stadsdelen zijn bestuurlijk van weinig betekenis. Er zijn 11 adviseurs, die het gemeentebestuur met raad en daad bijstaan, zgn. Stadtteilbeiräte. Dezen vertegenwoordigen één of meer stadsdelen.
De meest recente gegevens over het aantal inwoners, uitgesplitst per stadsdeel, dateren uit 2018 en zijn hierna vermeld. Tevens is d.m.v. een windrichting aangegeven, waar de diverse stadsdelen liggen ten opzichte van de binnenstad. NO betekent in dit verband bijvoorbeeld: ten noordoosten van het centrum.
| - Rheine (Innenstadt, centrum) (2.627; -) - Altenrheine (2.134; NO) - Bentlage (2.397; NW) - Catenhorn (586; ZW) - Dorenkamp (9.958; Z) - Dutum (3.631; ZW) - Elte (2.134; 8 km ZO) | - Eschendorf (11.332; O) - Gellendorf (2.430; 2 km ZO) - Hauenhorst (3.737; 6½ km Z) - Hörstkamp (2.083; direct ten ZZO van centrum en station) - Mesum (8.686; 8 km ZZO; met stationnetje aan de spoorlijn Hamm - Emden) - Rodde/Kanalhafen (1.724; O) | - Schleupe (4.027; direct ten W van het centrum) - Schotthock/Baarentelgen (9.414; grote woonwijk direct ten NO van het centrum) - Stadtberg (3.610; direct ten ZO van het centrum) - Südesch (3.455; ZO) - Wadelheim (3.561; W) - Wietesch (1.983; W) |

Gemeentetotaal inwoners: 79.590 personen. Bron: website van de gemeente Rheine

### Wapensvan stadsdelen van Rheine

Elte
Mesum

## Geografie, infrastructuur
De stad ligt aan de Eems, en is van oudsher een knooppunt van verkeer in west-oost-richting (Amsterdam - Berlijn) en in noord-zuid-richting (Bremen en Oost-Friesland - Ruhrgebied, Keulen). Dit verkeer is en was zowel te water als te land.
De drie het dichtst bij Rheine in de buurt liggende grote steden zijn Münster, 40 km zuidoostwaarts, Osnabrück, 45 km oostwaarts, en Enschede in Nederland, 40 km westwaarts.

### Geologische bijzonderheden

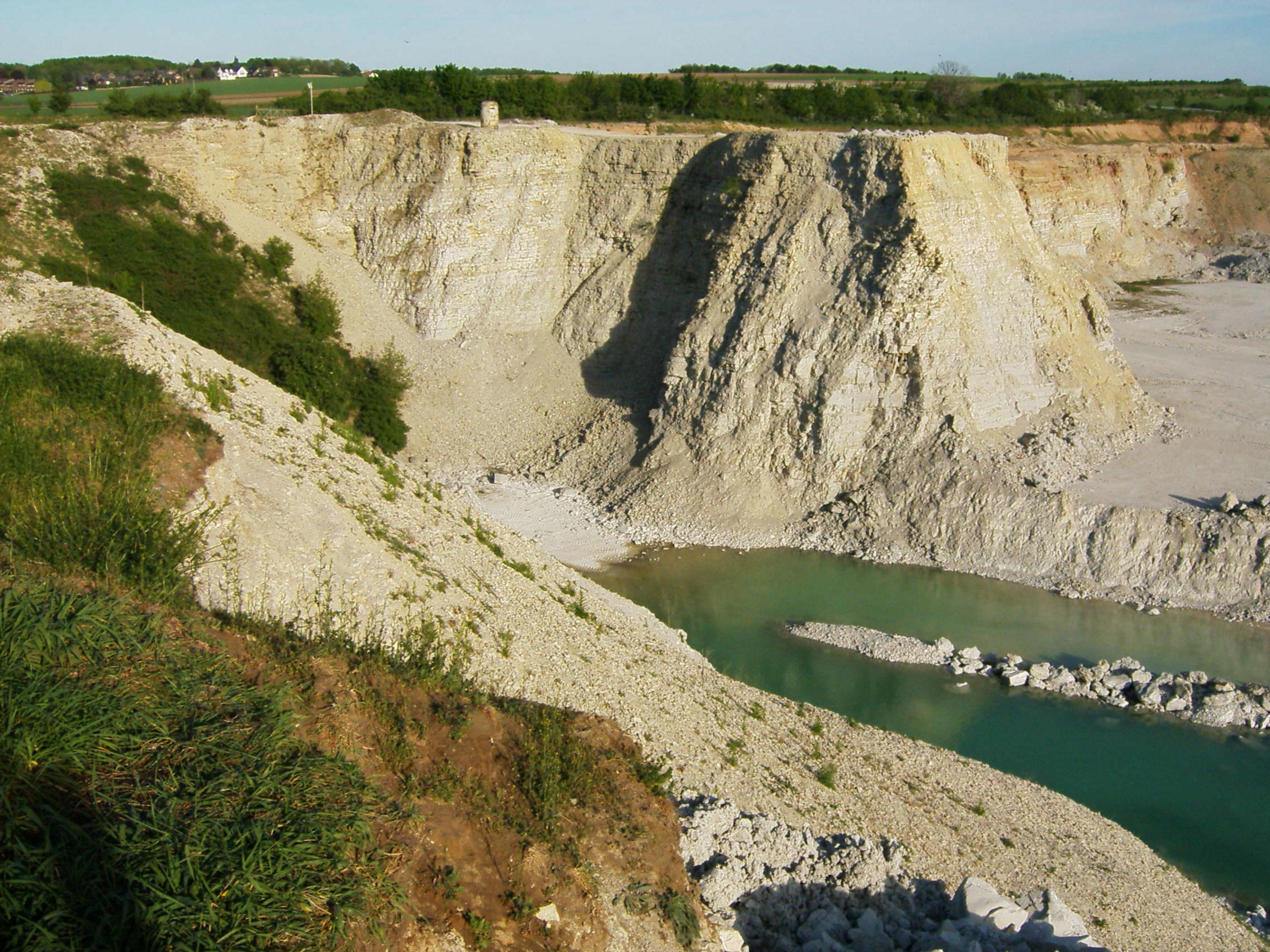
Kalksteengroeve op de Thieberg tussen Neuenkirchen en Rheine
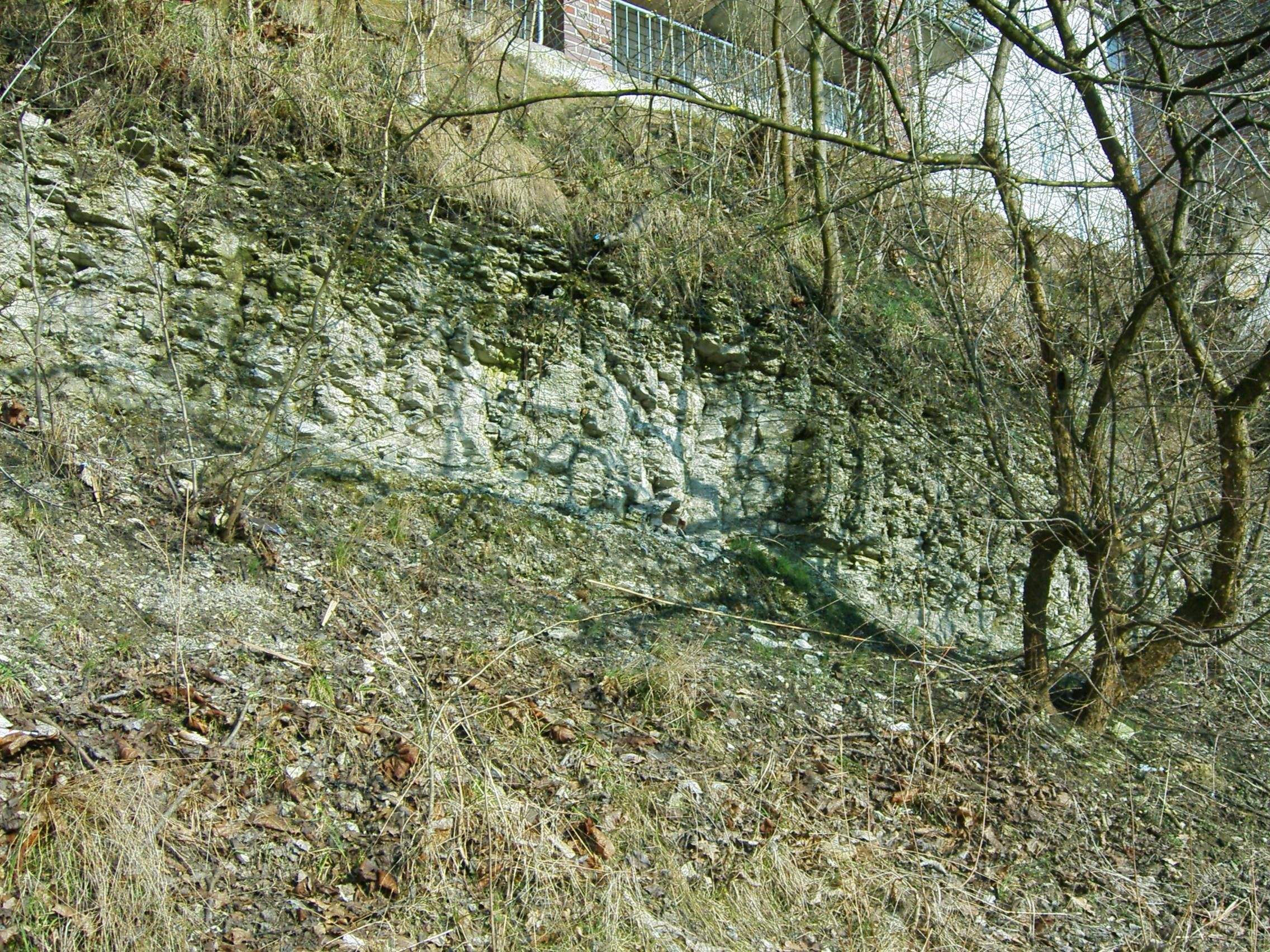
Steile rechteroever van de Eems, uitgeslepen in een kalksteenlaag, midden in Rheine
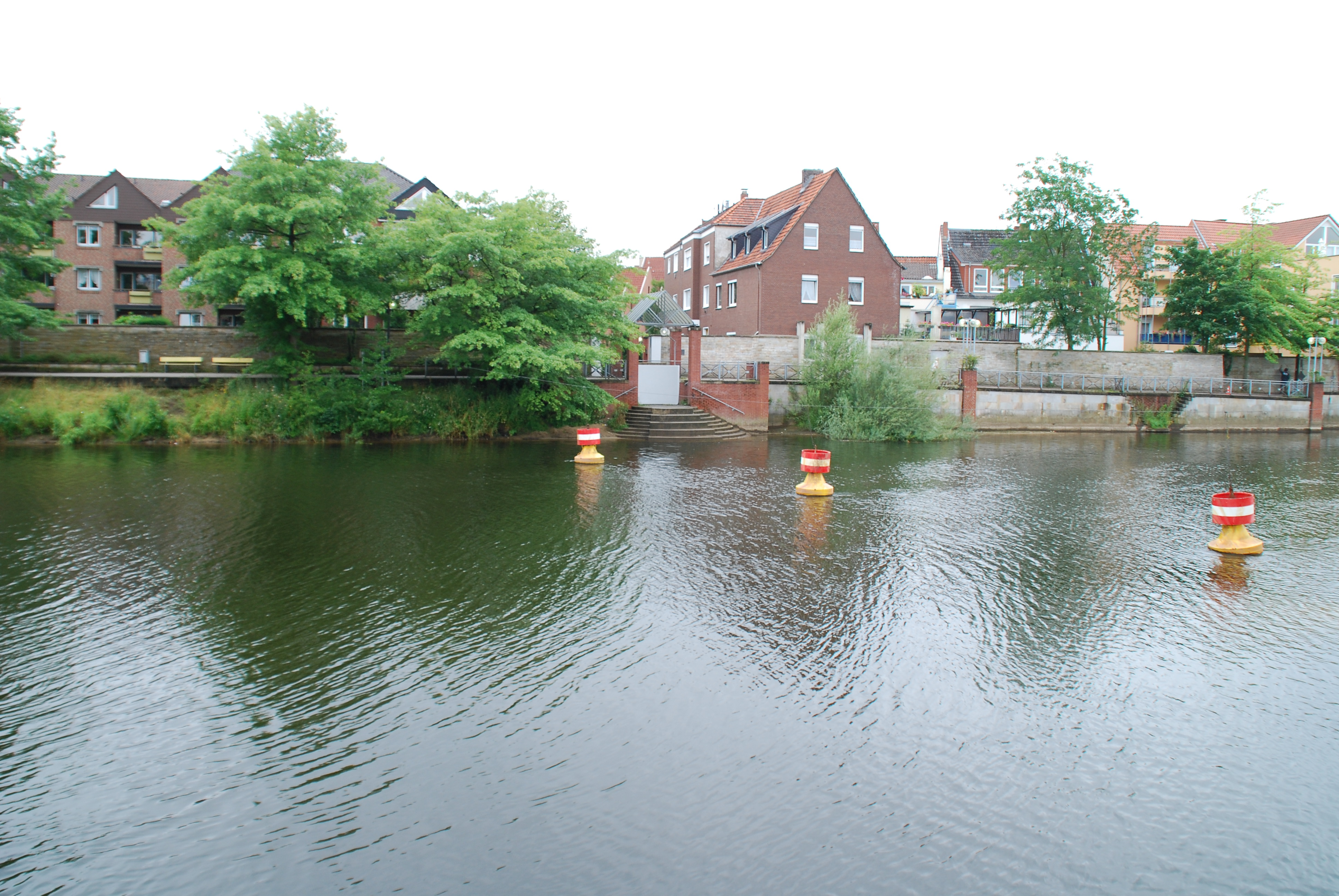
Het Waskschapp

Bij de stad ligt een aantal heuvels, die uit het Cenomanien en Turonien in de geologische periode Krijt dateren. Deze bestaan grotendeels  uit kalk met daarin veel fossiele schaaldieren. De heuvels rijzen slechts hoogstens 45 meter boven de omliggende laagvlakte uit. De belangrijkste hiervan is de tot 84 m hoge Thieberg ten westen van de eigenlijke stad en ten noorden van Neuenkirchen. In deze heuvels wordt kalk gedolven in steengroeves.  Op deze kalklaag heeft zich in het Pleistoceen o.a. löss afgezet. Hierdoor is de grond vruchtbaar. Al meer dan duizend jaar wordt er akkerbouw bedreven. Daarom staan er op de Thieberg bijna geen bomen. Ten oosten van de Eems ligt de uit hetzelfde gesteente bestaande Stadtberg.   Het bijzondere hier is, dat de rivier de Eems in feite een doorbraakdal in dit miniatuur-gebergte heeft gecreëerd. Daardoor ontstond een voorde in de Eems, waarvan de bodem rotsachtig was. Op deze plaats was de rivier van oudsher vaker en gemakkelijker over te steken dan op een voorde in bijvoorbeeld een moeras- of veengebied. De voorde werd in 1362 bij een overstroming, die de Eems dieper deed worden, weggespoeld. Op deze plaats werden later een stuw en een watermolen gebouwd, die beide, in gemoderniseerde vorm, nog bestaan. De plaats van de voormalige voorde heet thans Waskschapp, helling waar men in vroeger eeuwen aan de Eems de was deed. 

### Buurgemeenten
- In het noorden: Salzbergen en Samtgemeinde Spelle, in het Eemsland in de deelstaat Nedersaksen
- In het oosten: Hörstel, in het Tecklenburger Land
- In het zuiden: Emsdetten
- In het westen: Neuenkirchen, dat evenals Rheine zelf tot het Münsterland wordt gerekend.

### Wegverkeer
De west-oost verlopende Autobahn A30 voert ten noorden van de stad. Bij afrit 7 Rheine-Nord, ten noorden van Bentlage, kruist deze de noord-zuidwest-verbinding Bundesstraße 70, die ten westen van de stad langs richting Ahaus loopt. Vanaf afrit 8 loopt vanuit stadsdeel Altenrheine in het noordoosten een weg naar het centrum van Rheine. Afrit 9 ligt bij de Kanalhafen aan het Dortmund-Eemskanaal, kort gezegd DEK.
Vier km ten zuiden van de kruising met de A30 takt van de B70 de Bundesstraße 481 af. Deze loopt zuidoostwaarts door de stad Rheine zelf, en verder naar stadsdeel Mesum en Emsdetten. Talrijke andere goede Landes- en Kreisstraßen verbinden de stad met andere plaatsen in de omgeving.

### Trein en bus

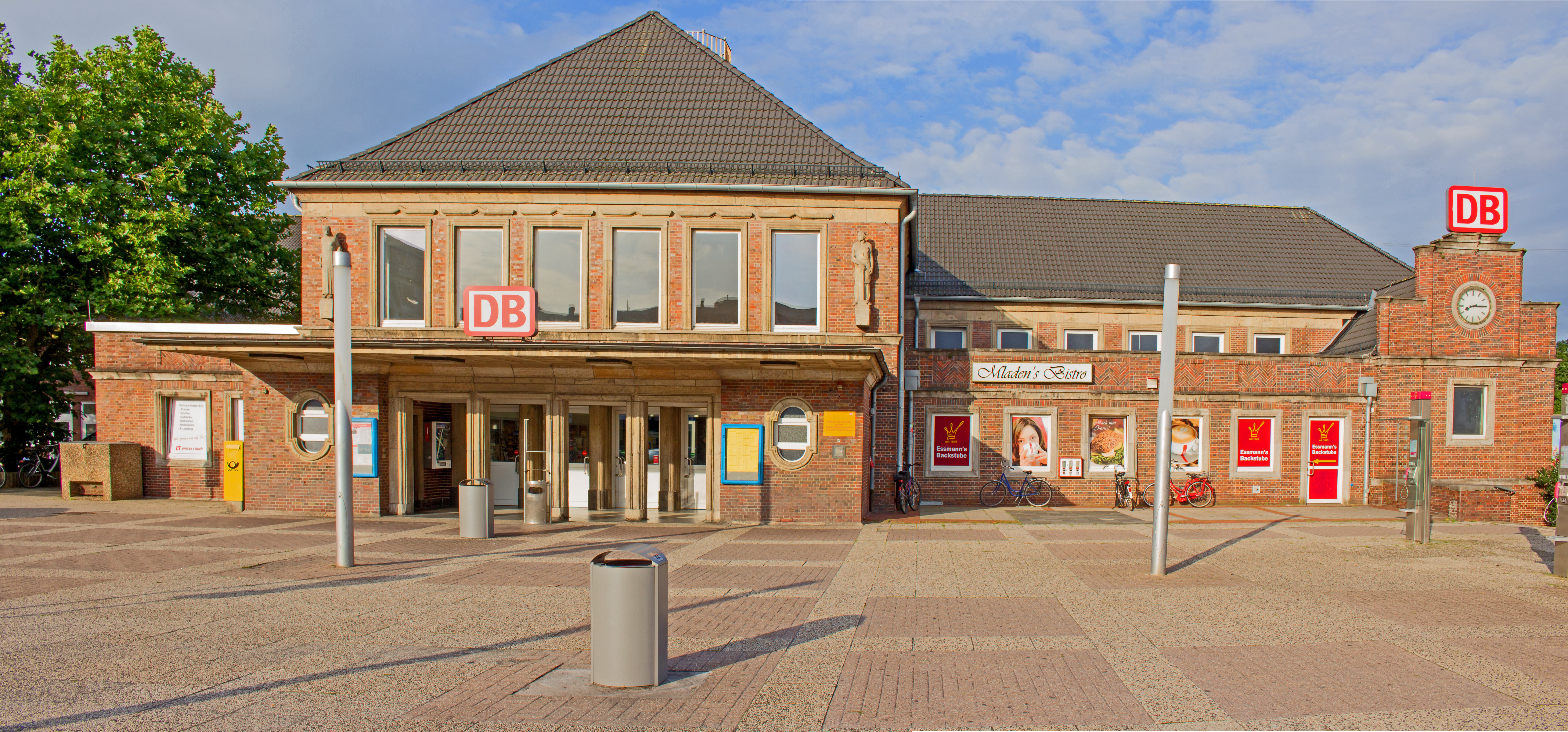
Station Rheine

Station Rheine ligt aan de spoorlijn Hamm - Emden. In feite moeten hieronder twee spoorlijnen worden verstaan, te weten de spoorlijn van Amsterdam via Rheine naar Osnabrück naar Berlijn, met een aftakking van Rheine noordwaarts naar Meppen en Emden, en de regionale spoorlijn van Rheine zuidoostwaarts naar Münster Hauptbahnhof. Aan deze laatste lijn heeft ook stadsdeel Mesum, 7 km ten zuidoosten van station Rheine, een stoptreinstation.
Het alleen voor goederenvervoer bestemde spoortraject Spelle- Rheine v.v., een restant van de voormalige spoorlijn Bottrop Nord - Quakenbrück,  is in 2015 uitgebreid met een 4,2 km lang zijspoor naar de ook voor Rheine van belang zijnde binnenhaven Spelle- Venhaus aan het Dortmund-Eemskanaal, zodat de plaatselijke industrie er zonder vrachtauto's te hoeven gebruiken, grondstoffen en eindproducten kan overslaan.
Rheine heeft een groot, Bustreff genaamd busstation. Het ligt aan de Matthiasstraße, enkele honderden meters ten noordoosten van het station. Van hieruit vertrekken talrijke stads- en streekbussen. De frequentie hiervan buiten de ochtendspits en de namiddag op werkdagen is doorgaans zeer beperkt.

### Waterwegen
De rivier de Eems, die van zuid-zuidoost naar noord-noordwest midden door de stad stroomt, is sedert circa 1900 niet meer in gebruik voor de vrachtscheepvaart, maar alleen nog voor de pleziervaart. Aan de noordoostkant van de stad, bij stadsdeel Rodde, loopt het voor de vrachtscheepvaart relevante DEK. Ter plaatse ligt, bij  het industrieterrein Kanalhafen, een kleine binnenhaven. Circa 9 km ten oosten van deze binnenhaven ligt op grondgebied van de gemeente Hörstel het zgn. Nasse Dreieck, waar het Mittellandkanaal aftakt van het DEK. Op Rheiner grondgebied liggen in het DEK twee sluizen.

### Vliegverkeer

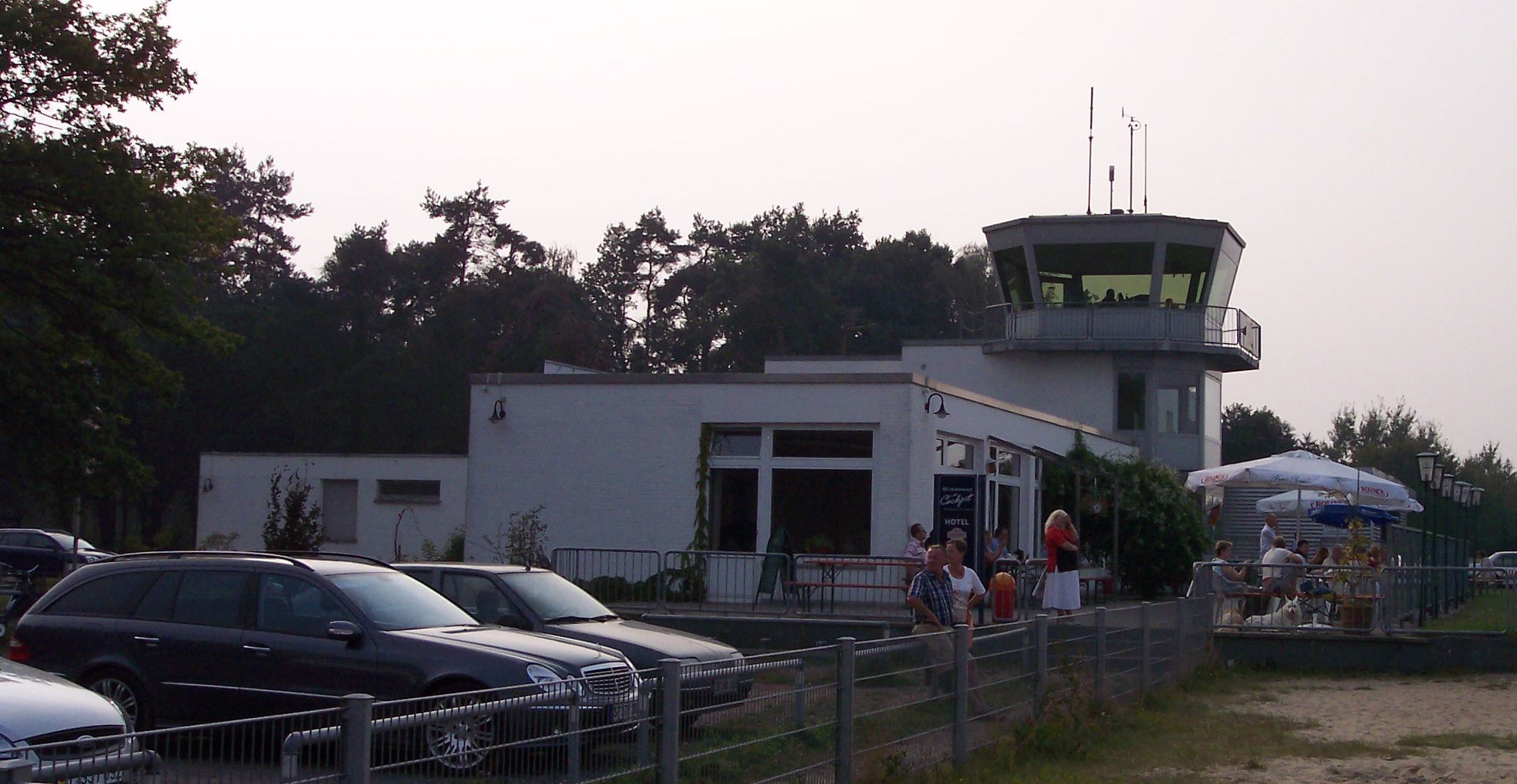
Verkeerstoren vliegveld

Op bijna 2 km ten oosten van de binnenstad, in stadsdeel Eschendorf, ligt een klein vliegveld, Flugplatz Rheine-Eschendorf. Het op 40 meter boven zeeniveau liggende vliegveld heeft één graspiste van 920 m lengte en 30 m breedte. Het wordt voornamelijk voor de zweefvliegsport gebruikt.
Flugplatz Rheine-Eschendorf heeft de ICAO-code EDXE.

## Economie

### Industrie in de gemeente Rheine
De stad beschikt over verscheidene grote industrie- en andere bedrijventerreinen, o.a. aan de spoorlijn, bij de Kanalhafen aan het DEK, alsmede bij de A30 en de B70, aan de noord- en westkant van de gemeente. Naast het in een stad van deze omvang normaal voorkomende midden- en kleinbedrijf zijn de volgende, te Rheine zetelende, grotere ondernemingen vermeldenswaardig:

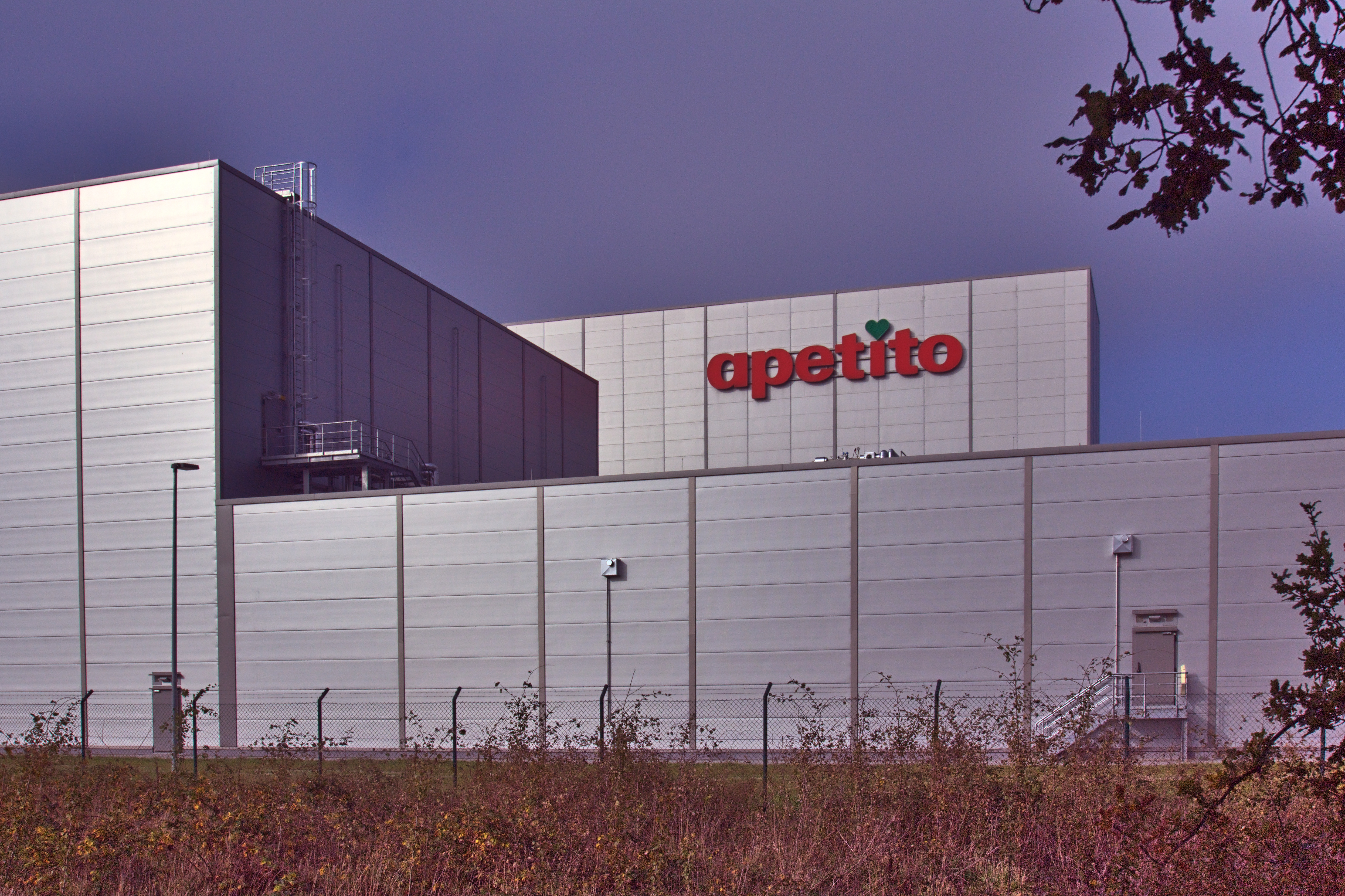
Fabriek van Apetito
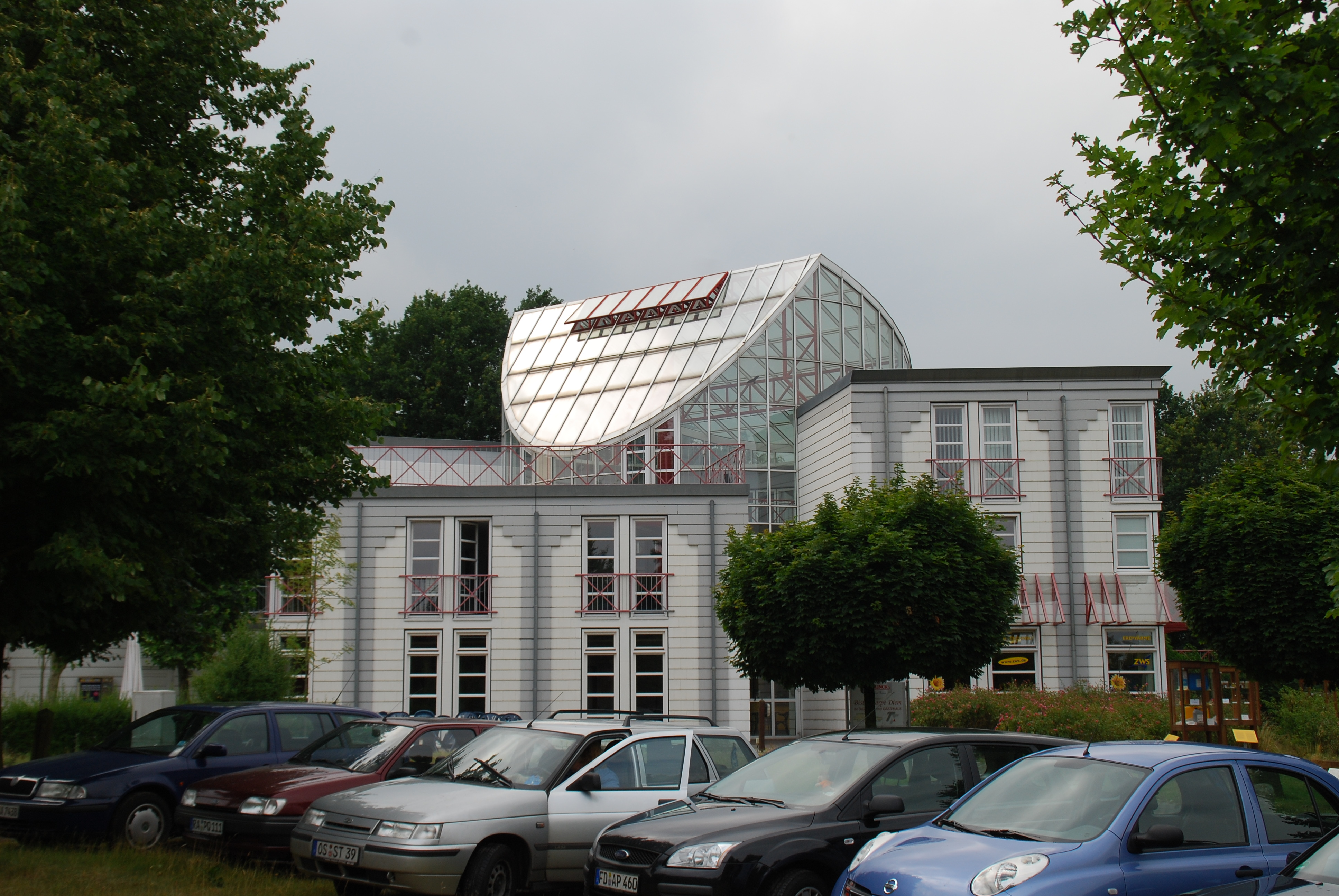
TaT

- Apetito AG is een wereldwijd opererende onderneming, die sedert 1958 bestaat en diepvriesmaaltijden en aanverwante producten maakt. Het is eigenaresse van branchegenoot Bonfait B.V. te Denekamp, Nederland, en van diepvriesvis-groothandel Costa te Emden. De onderneming belevert ook scholen, ziekenhuizen en instellingen alsmede maaltijd-aan-huis-dienstverleners. Het bedrijf is gevestigd op een uitgestrekt industrieterrein tussen de A30 en de noordelijke woonwijken van Rheine. Volgens de gemeentewebsite werkten hier in 2018 circa 1.800 mensen.
- KTR Systems GmbH, opgericht in 1959,  met in 2020 in Rheine 480 medewerkers, is een eveneens wereldwijd opererend bedrijf, dat koppelingen, waaronder zgn. klauwkoppelingen, koel- en remsystemen en andere onderdelen voor allerlei soorten machines en installaties maakt. Het bedrijf heeft een filiaal te Hengelo (Overijssel), Nederland.
- Windhoff Bahn- und Anlagentechnik GmbH, met in 2020 circa 240 werknemers, heeft een rijke historie. Het is een spin-off van een ouder bedrijf Windhoff AG. Dit in 1889 opgerichte bedrijf bouwde onder eigen merknaam auto's tussen 1908 en 1914 (niet de motorfietsen van het merk Windhoff). Ook produceerde het bedrijf motoren en andere onderdelen voor auto's en treinen. In 1944 werd de fabriek door geallieerde gevechtsvliegtuigen volledig kapot gebombardeerd. Na de oorlog ging het rijdende machines voor onderhoud aan spoorwegen produceren, en vanaf 1980 ook rioolwaterzuiveringsinstallaties, en werd het een groot, van 1997-2001 zelfs beursgenoteerd bedrijf. In dat jaar ging Windhoff AG failliet en maakte het een doorstart. De onderneming produceert thans vooral rijdende machines voor onderhoud aan spoorwegen en speciale industriële voertuigen.
- Een installatiebedrijf voor elektrotechniek en aanleg van o.a. telecom- en datakabels, met meer dan 300 man personeel, is ook van bovenregionaal belang.
- TaT, voluit: Transferzentrum für angepasste Technologien, is een 2.7 hectare groot bedrijfsverzamelgebouw voor ondernemingen op het gebied van duurzame technologie. Het ligt ten noorden van de binnenstad. Er zijn 30 à 40 milieu- en klimaatvriendelijke ondernemingen en researchinstellingen actief.

### Overig
- Handel, op- en overslag, logistieke bedrijven, vanwege de ligging op een verkeersknooppunt
- Detailhandel: een groot, in 2016 geopend winkelcentrum in het centrum van de stad draagt de naam Emsgalerie.
- Toerisme, vanwege de hierna vermelde bezienswaardigheden
- Kalksteenwinning in de Thieberg ten westen van de stad
- Dienstensector:
  - De aanwezigheid  van kazernes van vooral de luchtmacht van de Bundeswehr, is, hoewel het aantal militairen sedert 2000 voortdurend licht afneemt, vermeldenswaard. De Bundeswehr is nog altijd een van de grootste werkgeefsters van de stad. De luchtmachtbasis rondom de Theodor-Blank-Kaserne ligt ten westen van de stad en de B 70, ten zuidwesten van Bentlage en ten noordwesten van Wadelheim. Ook ten noorden van Kanalhafen en de A30 zijn kazernes en materiaaldepots van de Bundeswehr aanwezig.
  - De Praxis-Hochschule (hoofdkantoor te Keulen) is een HBO-instelling, die opleidingen verzorgt voor zorgberoepen, zoals dokters- of tandartsassistent en verpleegkundige. Het is de enige instelling voor hoger onderwijs in de stad, die van enig belang is.
  - De stad heeft een ziekenhuis (Mathias-Stiftung, met 2.100 personeelsleden de grootste werkgeefster in de gemeente) met op twee locaties totaal ruim 500 bedden, alsmede een psychiatrische kliniek annex gevangenis voor delinquenten, die bijv. door drugsverslaving voor de samenleving bedreigende gedragsstoornissen vertonen en te Rheine het Duitse equivalent van de Nederlandse TBS ondergaan.
  - Rheine heeft o.a. een Arbeitsgericht (rechtbank voor arbeidsgeschillen) en een Amtsgericht.

## Geschiedenis

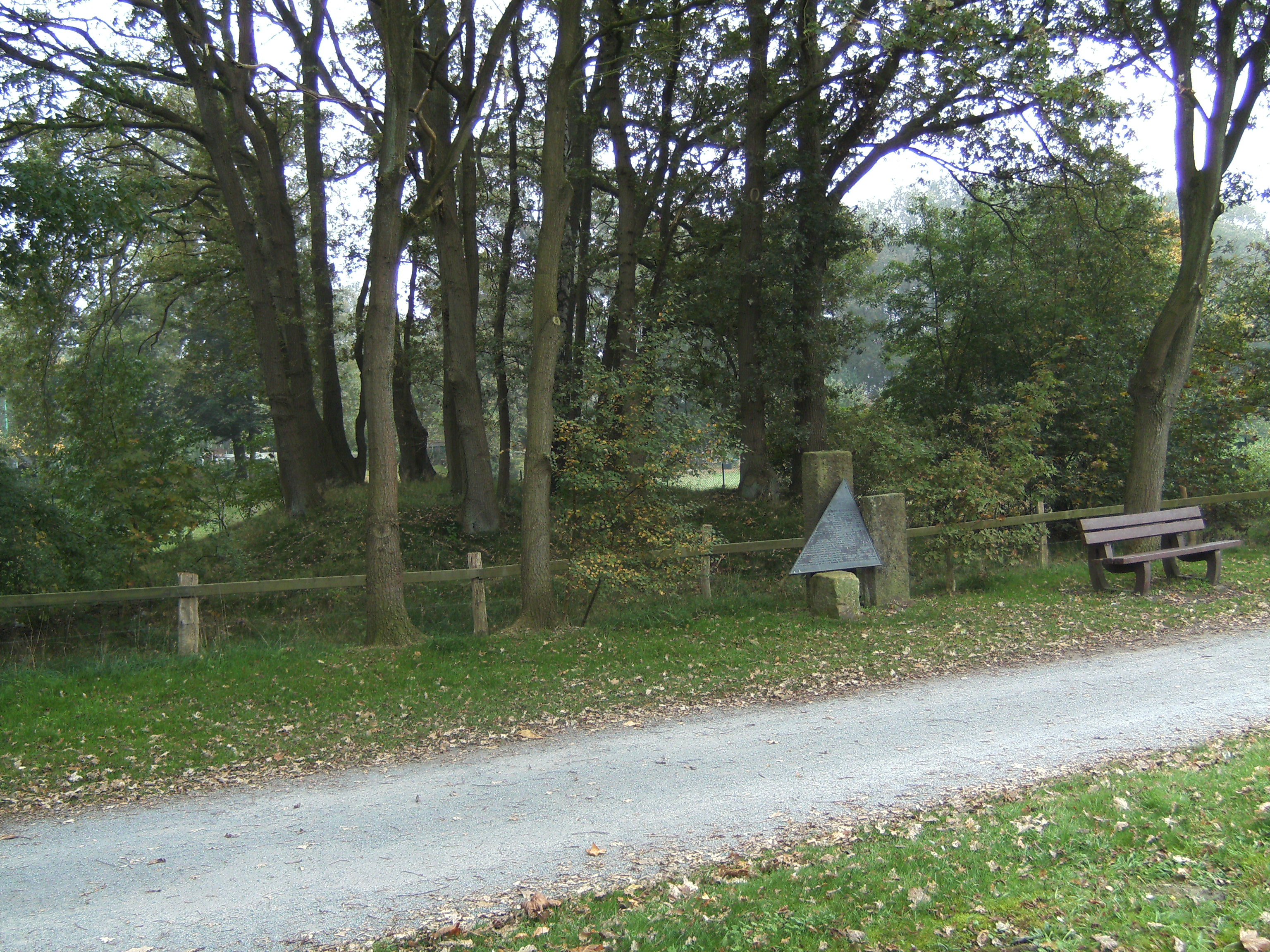
Grafheuvel te Schotthock, Sprockhoff-Nr. 981
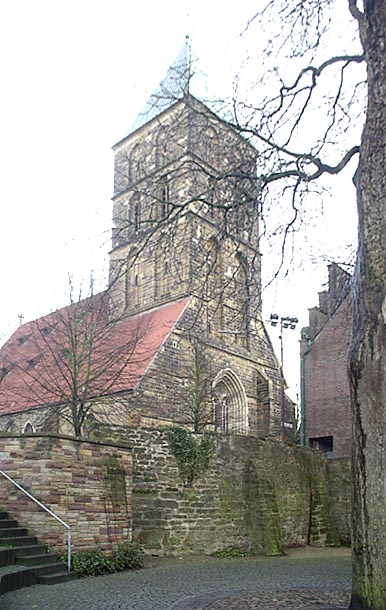
Overblijfsel van de stadsmuur uit 1327 bij de St. Dionysiuskerk
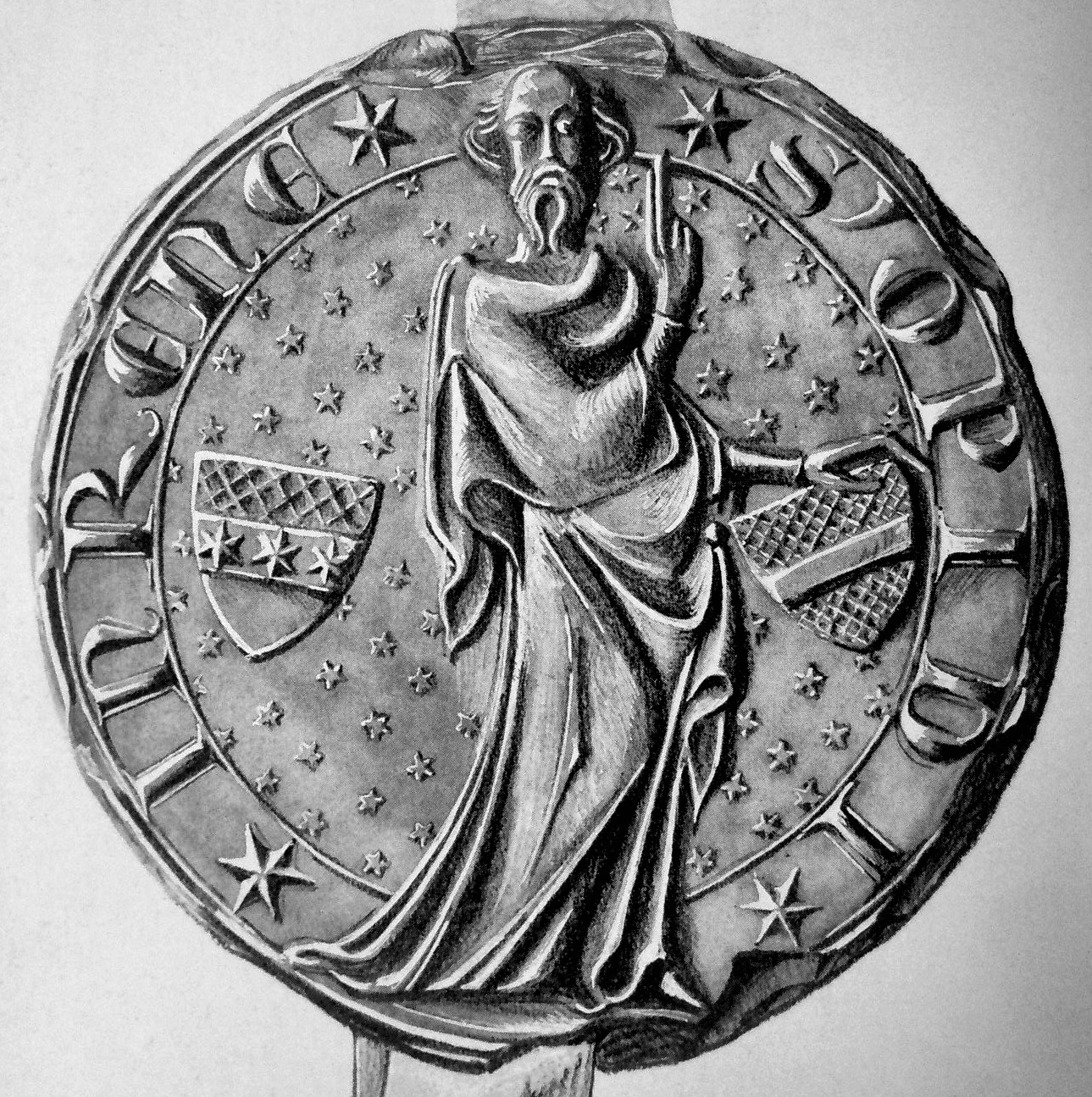
Grootzegel van de stad (1370). Afgebeeld is de apostel Paulus, met de rechterhand rustend op het wapen van het Prinsbisdom Münster
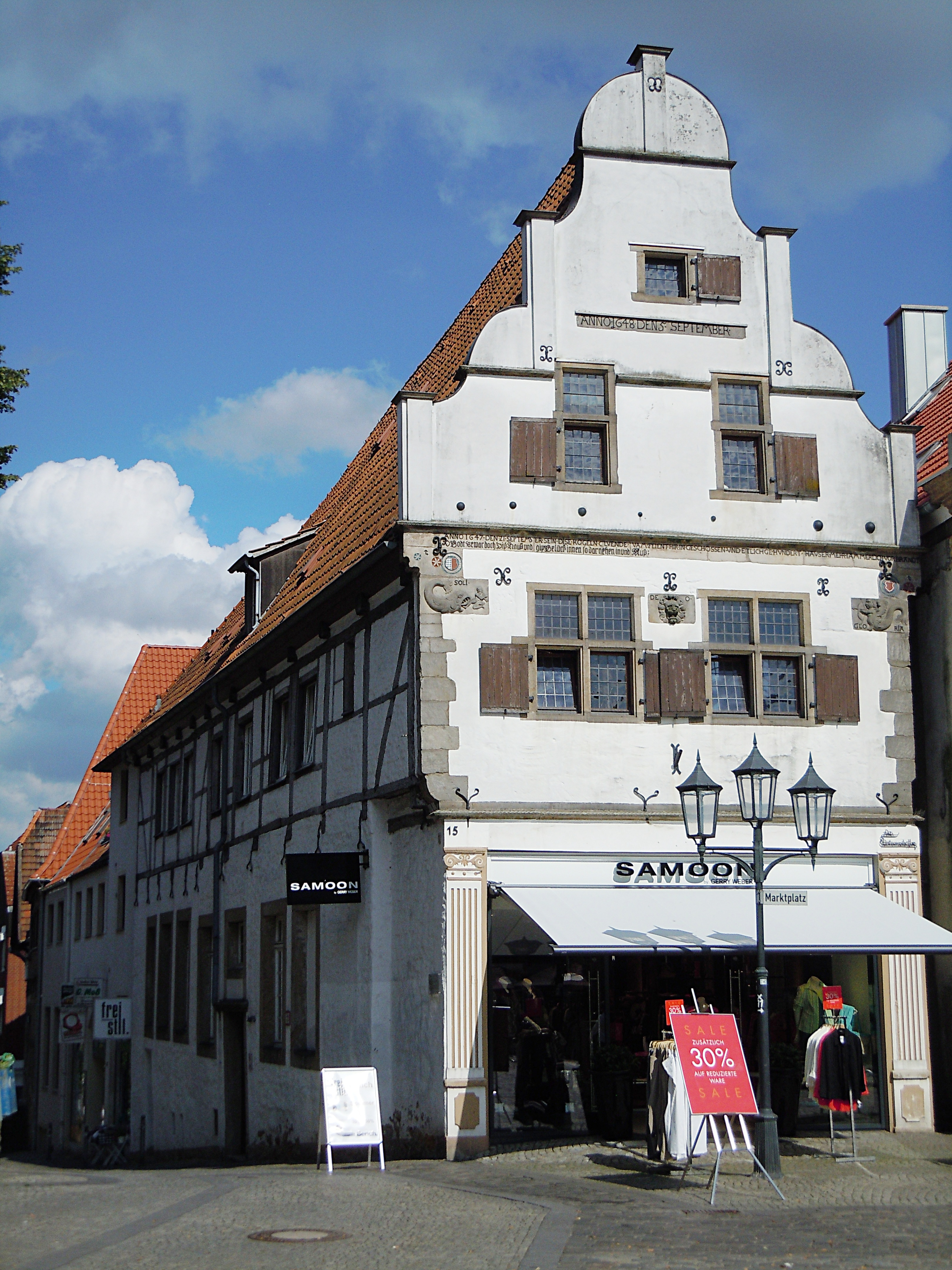
Het Beilmannsche Haus in Rheine vertoont sporen van de beschieting uit 1647
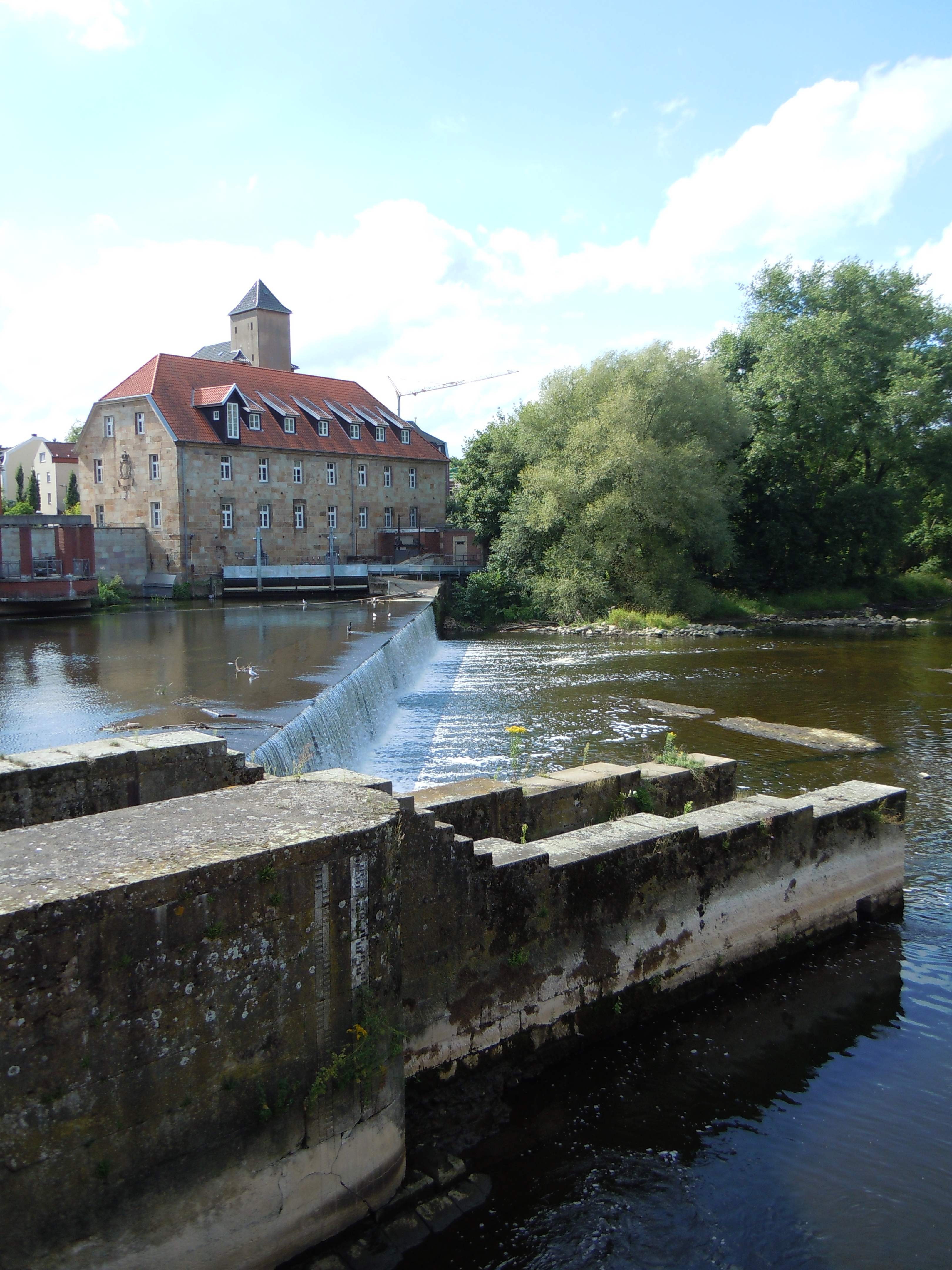
Stuw (grotendeels laat-16e-eeuws) in de Eems. Op de achtergrond de 18e-eeuwse watermolen.
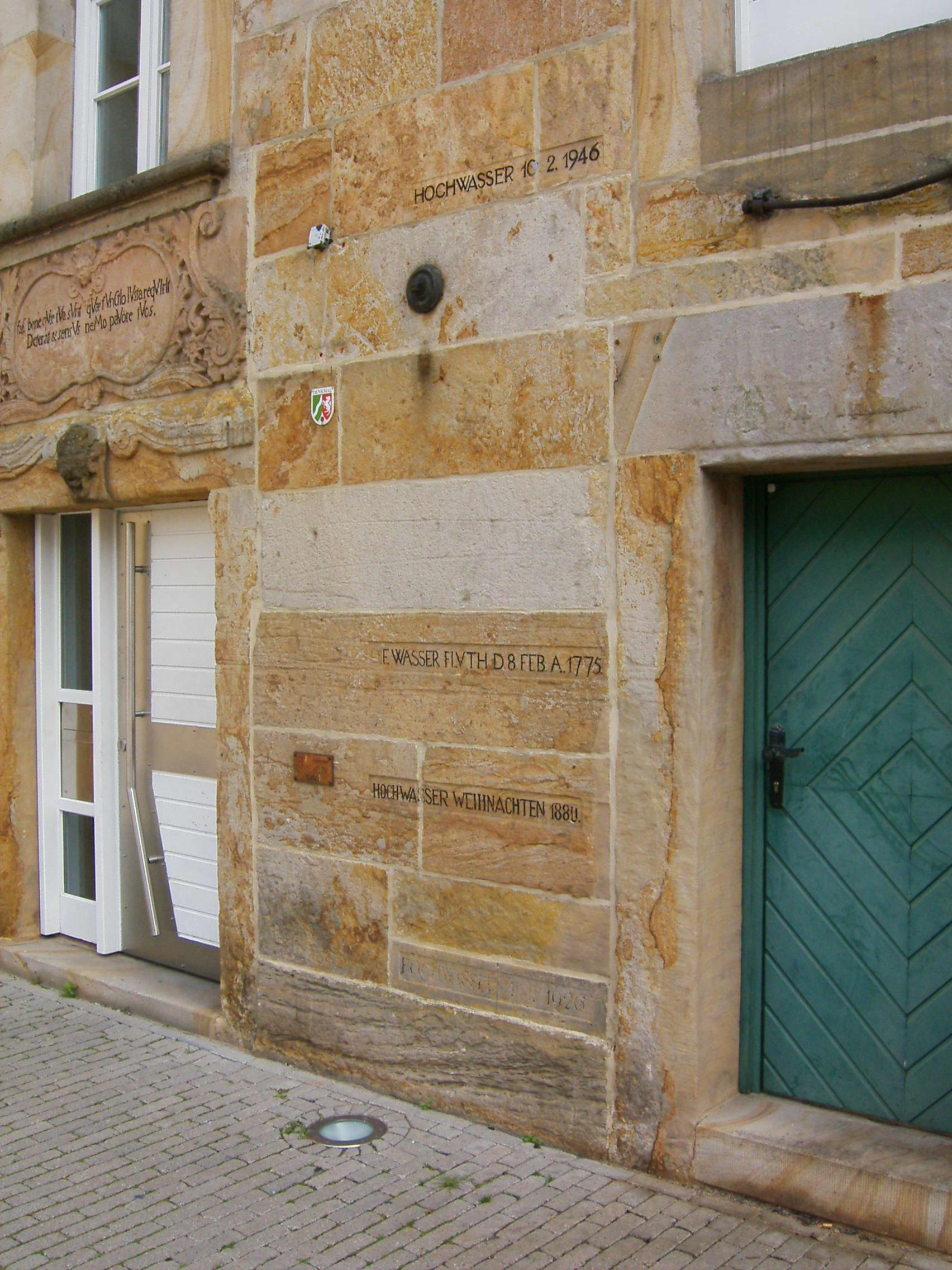
Hoogwatermerken op deze molen

Ten oosten van Rheine, in de deelgemeente Schotthock, is een naar verhouding goed bewaard gebleven megaliet-grafheuvel uit de Jonge Steentijd aanwezig, en wel uit de periode van de Trechterbekercultuur (3200-2500 jaar vóór het begin van de jaartelling). Deze is in 1983 archeologisch onderzocht.  
De kern van Rheine ligt aan de westkant van de Eems. In tegenstelling tot de oostoever, waar ook sporen van bewoning uit de Bronstijd zijn ontdekt, was vóór ca. 800 n.Chr. de deels modderige, deels stenige westoever  een woest en ledig land. De hierboven beschreven voorde was echter vanouds een geliefde rivieroversteekplaats. 
Ook de meeste dorpen rondom de stad, die in 1975 bij de gemeente Rheine gevoegd werden, zijn in de middeleeuwen rondom kerkjes, kapellen of grote boerderijen ontstaan.
In de tijd van Karel de Grote ontstond hier een nederzetting op de kruising van de oude handelsroute Deventer - Bremen, de zgn. Hellweg, en een nieuwere, belangrijke handelsweg Emden - Dortmund. Wellicht was de voorde in de Eems tijdens de Saksenoorlogen in de 8e eeuw tussen de troepen van Karel de Grote en de Saksische krijgsheer Widukind voordien een uitvalsbasis voor Saksische guerrilla-aanvallen in Frankisch gebied geweest. Karel liet, na de voorde te hebben veroverd, rond het jaar 800 een versterkte koningshof met bijgebouwen en nachtlogies voor soldaten en ruiters bouwen. Deze kreeg de naam Villa Reni, waarvan de plaatsnaam Rheine is afgeleid. De Villa Reni stond op de plaats, waar zich tegenwoordig het als museum in gebruik zijnde gebouw Falkenhof bevindt. In 838 wordt in een door Lodewijk de Vrome  opgestelde schenkingsakte aan het Sticht Herford voor het eerst van deze plaats, en ook van Schöppingen, melding gemaakt. Volgens dit geschrift lag de Villa Reni in een oude gouw Bursibant.
In de 13e en vroege 14e eeuw ontstonden er conflicten om Rheine. De strategisch belangrijke plaats werd begeerd door het Graafschap Bentheim, het Graafschap Tecklenburg en het graafschap Mark. In 1323 trachtte de toenmalige bisschop van Münster reeds tevergeefs, de plaats op Engelbert II van der Mark te veroveren. In 1327 was een nieuwe veroveringspoging wel succesvol. Bisschop Lodewijk II van Münster lijfde het gebied bij zijn Prinsbisdom Münster in, op een moment, dat zijn politieke tegenstanders om uiteenlopende redenen in een zwakke positie verkeerden. Vrijwel onmiddellijk hierna verleende Lodewijk aan Rheine stadsrechten, en werd de stad ommuurd. In 1362 werd een -tegen betaling van tolgeld passeerbare- houten brug over de Eems gebouwd. Rond 1400 begon de bouw van de aan Dionysius van Parijs gewijde St. Dionysiuskerk. In 1437 verleende de bisschop van Münster aan de Broeders van de Kruisherenorde toestemming, het Kloster Bentlage te stichten, er de winning van keukenzout uit de daar aanwezige zouthoudende bron te bedrijven en de beroepsvisserij in de Eems uit te oefenen. In de Münsterische Stiftsfehde tussen Erich von Hoya en Walraven van Meurs had Rheine ongelukkigerwijze de partij van eerstgenoemde, de uiteindelijke verliezer, gekozen. Eind oktober 1457 werd de stad in verband hiermee door op wraak en buit beluste troepen uit het graafschap Steinfurt aangevallen en gebrandschat. Daarbij hadden de vijanden van Rheine geprofiteerd van een tot dan toe beruchte zwakke plek in de stadsverdediging. Rondom Bentlage was in de 12e, 13e of 14e eeuw vlak buiten de latere stad een Thie genaamd, maar feitelijk wel bij Rheine behorend boerendorp ontstaan. De boerderijtjes van deze Thiebauerschaft hadden de aanvallers voldoende dekking geboden, om bij verrassing over en binnen de stadsmuren te kunnen geraken. Aan het eind van de 15e eeuw werd de stad uitgebreid en kwam deze Thie binnen de stadsmuren te liggen.
Tussen 1550 en 1576 werd ter verbetering van de bevaarbaarheid van de rivier een stuw in de Eems gebouwd, waardoor deze voor kleine vrachtschepen bevaarbaar werd. Een uit 1362 daterende, slecht functionerende, jaarlijks in het voorjaar wegspoelende, nooddam, nabij een watermolen, werd daarmee overbodig. De stuw bestaat grotendeels nog.
De Reformatie kwam in Rheine, dat tot die tijd stevig in handen was van de katholieke bisschoppen van Münster, pas in 1571 op gang, maar werd vrij algemeen gevolgd. Zo leefde de belangrijkste pastoor in de stad, Hermann tom Drecke, in strijd met de rooms-katholieke celibaatsgelofte voor geestelijken, in concubinaat, en had hij meerdere kinderen, waarvan hij er een tot zijn opvolger probeerde te laten benoemen. In 1605 kon bisschop Ernst van Beieren hem pas vervangen door een "goed" katholieke collega. De bisschop hernieuwde daarna de uit plm. 1535 daterende wetten tegen de Wederdopers en verklaarde alle protestanten in zijn bisdom tot Wederdopers. Zij moesten voor 1 april 1611 de stad verlaten, maar in Rheine werd dat bevel genegeerd. Pas in 1623, na het uitbreken van de Dertigjarige Oorlog, wisten troepen van de katholieke keizerlijke coalitie Rheine te bezetten en alle protestanten te verjagen.
De streek rondom Rheine raakte rond 1580 verwikkeld in de Tachtigjarige Oorlog. Zowel het Staatse leger van de Republiek der Nederlanden als het Spaanse leger trok in het gebied van tijd tot tijd op plundertocht. In 1589 (tevergeefs) en in 1598 (succesvol) werd Rheine, dat door de Republiek als belangrijke schakel in de door de Nederlanders nagestreefde controle over de Eemsvallei werd beschouwd, en feitelijk binnen de Nederlandse invloedssfeer lag, door de Spanjaarden aangevallen. Het Twaalfjarig Bestand (1609) duurde in Rheine slechts 9 jaar: in 1618 brak de rampzalige Dertigjarige Oorlog uit.
In 1623 spitste de strijd zich toe in het Münsterland. Aan keizerlijk-katholieke zijde Johan Jacob van Bronckhorst en aan protestantse zijde  de beruchte Peter Ernst II van Mansfeld trokken ten oorlog. De toen nog overwegend protestantse, maar politiek onder het katholieke Münster vallende stad weigerde de katholieken de inkwartiering, en werd daarop door hen veroverd, waarop de protestanten massaal verjaagd werden. In 1633 heroverde de protestantse coalitie Rheine onder leiding van Willem V van Hessen-Kassel. In januari 1635 heroverden de Munstersen de stad: de Hessische troepen waren nonchalant op het gebied van de bewaking van de stad, en de Munstersen konden de stad over het ijs van de dichtgevroren stadsgracht innemen. Maar beide partijen wisten steeds opnieuw de stad onder controle te krijgen.  In deze periode werd Rheine ook door een pestepidemie zwaar geteisterd.  In september en oktober 1647 werd opnieuw fel om Rheine gevochten. Een bombardement met gloeiende kanonskogels veroorzaakte toen een rampzalige stadsbrand. De katholieken onder Willem van Lamboy veroverden de stad nu definitief.  Tot ver in de 18e eeuw had de stad te lijden onder de naweeën van de Dertigjarige Oorlog. 
In 1759 brandde de Falkenhof, met 70 omliggende huizen, tot de grond toe af.
Van 1803 - 1806 lag Rheine in het dwergstaatje Vorstendom Rheina-Wolbeck; vanaf de val van Napoleon Bonaparte in  1815 tot 1871 was de stad Pruisisch en vanaf 1871 deel van het Duitse Keizerrijk.
De industrialisering van de 19e eeuw kreeg in 1844 te Rheine vorm door de opening van de eerste textielfabriek. In 1855 en 1856 werd de stad op het spoorwegnet aangesloten (spoorlijnen naar Osnabrück en Emden). In 1899 werd het Dortmund-Eemskanaal geopend. 
Ten tijde van Adolf Hitlers Derde Rijk werden 59 van de 71 joden uit Rheine slachtoffer van de shoah. Zij zijn omgebracht in de vernietigingskampen. Tijdens de Tweede Wereldoorlog werd Rheine ten minste tweemaal vanuit geallieerde gevechtsvliegtuigen gebombardeerd, te weten op 5 oktober 1944 en op  21 maart 1945. Beide bombardementen maakten veel slachtoffers.  Op 2 april 1945 veroverde, na hier en daar zware gevechten, de 157e Britse infanteriebrigade de stad.. In de oorlog was Rheine voor 20 à 30% verwoest. De laatste twee oorlogsslachtoffers sneuvelden feitelijk pas op 26 april 1978, door de ontploffing van een blindganger in het stadscentrum.
In februari 1946 liep de stad veel schade op door een overstroming van de Eems. Rond 1950 was door de immigratie van Heimatvertriebene uit onder andere Silezië het aantal inwoners van de stad met circa 8.000 (25% van de bevolking direct na de Tweede Wereldoorlog) gestegen. Tussen 1990 en 1995 herhaalde dit fenomeen zich in beperkte mate. Circa vierduizend immigranten, vooral uit de voormalige Sovjet-Unie vestigden zich in de gemeente Rheine.
Na de jaren zestig van de 20e eeuw ging ook hier de textielindustrie ten onder aan de concurrentie uit lagelonenlanden. Er kwam een veelzijdige industrie en nijverheid, met vooral veel kleinere bedrijven, voor in de plaats.
Op 5 november 2021 namen de Nederlandse en Duitse politie 120 ton illegaal vuurwerk, bedoeld voor doorverkoop in Nederland, in beslag. Het vuurwerk lag opgeslagen in munitiebunkers nabij de Bundeswehr-kazerne ten noordoosten van het Rheiner stadsdeel Kanalhafen.

### Gemeentelijke herindelingen per 1 januari 1975
- Op 1 april 1927 werden reeds delen van Bentlage, Wadelheim, Dutum, Eschendorf, Gellendorf en Schotthock bij de stad Rheine gevoegd.
- Tot 1975 bestond een gemeente Rheine links der Ems, met daarin de dorpen Bentlage, Catenhorn, Dutum, Hauenhorst en Wadelheim.
- Tot 1975 bestond ook een gemeente Rheine rechts der Ems, met daarin de dorpen Altenrheine, Eschendorf, Gellendorf, Schotthock en Rodde.
- Tot 1975 waren Mesum en Elte aparte, zelfstandige gemeenten.

Al deze gemeenten werden op 1 januari 1975 bij de stad Rheine samengevoegd tot de huidige gemeente Rheine. Daarna ontwikkelden enkele in deze gebieden gelegen gehuchten en buurten zich tot aparte stadsdelen.

### Zoutwinning
Van de 11e eeuw af kende de gemeente dichtbij Kloster Bentlage een zoutziederij. Deze was tot aan de vroege 17e eeuw door uiteenlopende oorzaken niet winstgevend, en bleef kleinschalig. Baron Alexander I von Velen, de vader van Alexander II van Vehlen, verkreeg van het Prinsbisdom Münster het recht op de exploitatie van de zoutwinning. Een rond 1606 bij Bentlage ontdekte nieuwe zoutwaterbron (Saline) met relatief hoog zoutgehalte beschouwde Von Velen als een geschenk van God, vandaar de benaming Gottesgabe. De bloeiperiode was, mede door het uitbreken van de Dertigjarige Oorlog, maar kort. In 1730 liet bisschop Clemens August de haalbaarheid van de zoutwinning opnieuw beoordelen. In 1743 liet de bisschop een eigen onderneming voor de exploitatie ervan oprichten, die winstgevend bleek. In 1890 werd te Bentlage ook het kuurbedrijf, overeenkomstig dat in kuuroorden met zouthoudende bronnen, opgestart. De zoutwinning voor industrieel gebruik werd in 1952, en het kuurbedrijf in 1975 gestaakt. In 2004 werd Saline Gottesgabe met het omliggende park gerestaureerd en kreeg een museale functie. Het gradeerwerk, dat er nog staat, is origineel 18e-eeuws en daarmee uniek in de regio.

### Nederlandse militaire aanwezigheid
Dit betreft het Koninklijke Luchtmacht 223 Squadron.
In 1961 werd een deel van de Heeresflugplatz Rheine-Bentlage door de Koninklijke Luchtmacht Tweede Groep Geleide Wapens in gebruik genomen als onderdeel van de NAVO-luchtverdedigingsgordel. Vanaf 1963 was hier het KLu 223 Squadron gestationeerd in een deel van de Theodor-Blank-Kaserne aan de Hohe Allee en lanceer- en radarinstallaties voorzien van het Amerikaanse MIM-14 "Nike Hercules"-grond-lucht-raketsysteem.
In 1975 werd 2 GGW met 1 GGW samengevoegd tot 12GGW. In 1986 werden de operaties gestaakt.
In Rheine zijn nooit nucleaire wapens geplaatst en waren dus alleen Nederlandse, en later Duitse, militairen gevestigd.

## Bezienswaardigheden, toeristische attracties
Voor, al dan niet cultureel geïnteresseerde toeristen is het gebied Bentlager Wald ten noorden van het centrum van belang. Het gebied is deels met fraai bos bedekt en ligt aan de westoever van de Eems. In dit gedeelte van de stad liggen Kloster Bentlage, zoutwinningsmuseum Saline Gottesgabe en de dierentuin dicht bij elkaar. Onder de naam Bentlager Dreiklang worden themarondleidingen georganiseerd, met de thema's: cultuur; zout; natuur.

### Kerkgebouwen e.d.
- Het oudste en belangrijkste kerkgebouw in de stad Rheine is de St. Dionysiuskerk, waarvan de bouw, door oorlogen of geld- en materiaalgebrek, diverse malen werd onderbroken. De bouw (op de plaats van een te klein geworden oudere kerk) begon in 1400. Pas in 1520, toen de massieve, vierkante toren van kerkklokken was voorzien, was het gebouw voltooid. De kerk is in de Dertigjarige Oorlog zwaar beschadigd, maar kon hersteld worden. In 2016 werd de sacristie van de kerk verbouwd tot nevenkapel, gewijd aan het Goddelijk Woord. De St. Dionysiuskerk heeft een rijk interieur met liturgische voorwerpen uit de 16e-21e eeuw.
- Een ander bekend bouwwerk in de stadskern is de Sint-Antoniusbasiliek (1899-1905). De toren van deze kerk is met 102,5 meter de hoogste kerktoren van het Münsterland. Ontwerper was de in Den Haag geboren Johannes Franciscus Klomp.
- Ook de in 1900 voltooide kerk Maria-Visitatie (Mariä Heimsuchung)  in Hauenhorst is een monumentaal gebouw dat in neoromaanse stijl door Johannes Franciscus Klomp is ontworpen.
- Bezienswaardig is de 17e-eeuwse, in 1920 gerenoveerde, Sint-Ludgeruskerk in stadsdeel Elte met rijk barok interieur.
- Het oudste kerkgebouw in de gemeente is de aan Johannes de Doper gewijde Oude Kerk van Mesum. Ook dit uit 1373 daterende kerkje is een bezoek waard. In 1890 werd, omdat deze kerk door de groei van het textielarbeidersdorp Mesum te klein was geworden, een nieuwe, neogotische Johannes-de-Doperkerk gebouwd. Enige van de oude liturgische voorwerpen uit de Oude Kerk werden na 1890 naar de  nieuwe overgebracht, zodat ook dit godshuis een kunsthistorisch gezien interessant interieur verkreeg. De Oude Kerk diende tot aan de voltooiing van de Samaritanerkirche in 1956 de evangelisch-luthersen van Mesum tot plaats van de eredienst.

### Kloster Bentlage
Kloster Bentlage werd in 1437 gesticht door de Broeders van de Kruisherenorde en voltooid in 1645. Vanwege het afwisselende gebruik door de eeuwen wordt het gebouwen- en tuinencomplex Kloster/Schloss Bentlage genoemd. In lijn met de secularisatie was vanaf 1803 het klooster drie jaar lang in het bezit van het nieuw opgerichte Vorstendom Rheina-Wolbeck. Daarna ging het in 1806 over in handen van de adellijke familie Looz-Coswarem die het tot haar residentieslot ombouwde. De stad Rheine verwierf het in het Bentlager Wald gelegen goed in 1978. In 1990 begon een grootscheepse renovatie, die in 2000 werd afgerond. Het voormalige klooster dient onder andere als museum, en zijn er rondleidingen door het klooster.
In de oostelijke vleugel van het gebouw zijn gebruiksvoorwerpen en pracht van de voormalige bewoners van het klooster tentoongesteld. Pronkstuk zijn twee laatmiddeleeuwse reliekhouders. De Westfälische Galerie, op de zolder van de oostvleugel, toont werken van expressionistische kunstenaars zoals Wilhelm Morgner, Peter August Böckstiegel uit Werther (Westfalen) en Carlo Mense. Het klooster herbergt ook het bureau van het Europese sprookjesgenootschap. Men onderhoudt in de noordelijke vleugel van het klooster een gespecialiseerde bibliotheek met betrekking tot het thema sprookjes.
Kloster Bentlage wordt door een stedelijke vennootschap zonder winstoogmerk gerund, waarbij het zwaartepunt ligt op de uiteenzetting met hedendaagse beeldende kunst. Jaarlijks presenteren in circa 12 tentoonstellingen gerenommeerde internationale kunstenaars hun werk. Een omvangrijk cultureel programma met klassieke muziek, literatuur en wetenschap vult het programma aan.

### Overige monumentale gebouwen
- In de stad staan veel in late barokstijl gebouwde en  classicistische huizen en andere gebouwen uit de late 18e en vroege 19e eeuw.
- Op de Eems, bij de oude stuw, staat in de stad een uit de eerste helft van de 18e eeuw daterende watermolen. Deze is gebouwd op de plaats van een middeleeuwse voorganger. Het gebouw is nog steeds als zodanig in gebruik. Er wordt groene stroom, elektriciteit, mee opgewekt.

### Musea
- Stadsmuseum Falkenhof, met 3 kernthema's:
  - stedelijke (militaire) geschiedenis;
  - Kasimir-Hagen-collectie, bijeen gebracht door de Keulse kunstverzamelaar  Kasimir Hagen,  bestaande uit 19e- en 20e-eeuwse schilderijen en 15e-19e-eeuwse sculpturen;
  - prenten- en tekeningenkabinet van Kasimir Hagen, met werken van o.a. Albrecht Dürer, Francisco de Goya, Pablo Picasso en Max Liebermann.
- Zoutwinningsmuseum Saline Gottesgabe, zie boven: Geschiedenis: Zoutwinning, dichtbij Kloster/Schloss Bentlage en de dierentuin
- Naast het zoutwinningsmuseum staat sedert 2005 een aan de, van de schelmenroman Der tolle Bomberg bekende,  schrijver Alfred  Winckler gewijd museum.

### Toeristische attracties
- De dierentuin NaturZoo Rheine, aan de Bundesstraße 70 is direct ten zuiden van Kloster/Schloss Bentlage en ten noordwesten van de stad gelegen.

### Wandelen en fietsen

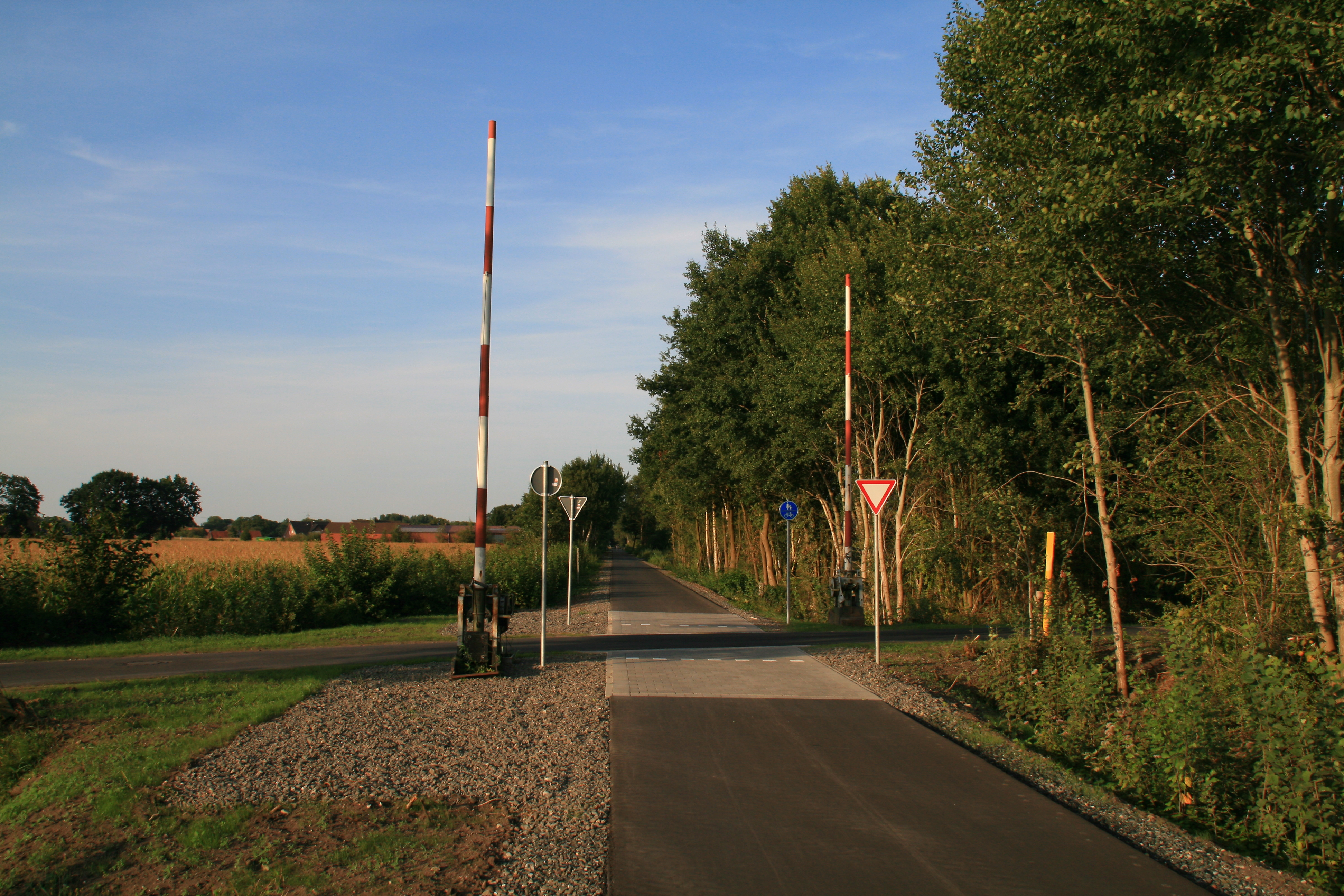
Fietspad op voormalige spoorlijn Rheine-Coesfeld

Rheine ligt in het Münsterland, dat het fietstoerisme hoog in het vaandel heeft staan.  De stad ligt dan ook aan talrijke langeafstands-fietsroutes, waaronder de 100-Schlösser-Route en de langs de Eems lopende Ems-Radweg. Ook is een opgeheven spoorlijn richting Burgsteinfurt en  Coesfeld omgebouwd tot een fietspad.
Het Bentlager Wald, rondom de dierentuin en Kloster/Schloss Bentlage, is een gebied, waar fraaie wandelingen mogelijk zijn. Er stromen enkele kleine, in de Eems uitmondende beken doorheen.
Ten zuidoosten van de stad is de Eems ingebed in een oeverlandschap met kleine stukken ooibos. Met name tussen Mesum en Elte is het Eemsdal ecologisch waardevol. Het grootste gedeelte van dit gebied is natuurreservaat (NSG Emsaue). Ook hier zijn, zij het in beperkte mate, wandelingen mogelijk.
Rheine is gelegen aan de Europese wandelroute E11, ter plaatse Töddenweg of Handelsweg geheten. De E11 loopt van Den Haag in Nederland naar Tallinn in Estland.
De Hermannsweg begint in Rheine.

## Sport
Aan de Eems, ten oosten van de dierentuin en dus ten noordwesten van het centrum ligt het 7.500 plaatsen bevattende voetbalstadion BA.rena.
Ten oosten van het centrum ligt het 5.000 plaatsen bevattende Jahnstadion  voor atletiek en American football. Direct ten westen van dit stadion beschikt Rheine over een groot openluchtzwembad.
Bij stadsdeel Mesum ligt een golfterrein met 18 holes.
Op de Eems wordt veel gekanood en geroeid, echter overwegend recreatief.

## Stedenbanden
- Borne, (Nederland) sinds 1 september 1983
- Bernburg (Saale), (Duitsland) sinds 1990
- Leiria, (Portugal) sinds 1996
- Trakai, (Litouwen) sinds 1996

## Belangrijke personen in relatie tot de gemeente

### Geboren in de gemeente Rheine
- Alfred  Winckler (* 7 juli 1881 in Bentlage bij Rheine; † 29 januari 1966 in Bensberg), Duits schrijver, zie ook de rubriek Trivia onder Dülmen
- Johan Wichers (* 12 mei 1887; † 22 november 1956 te Enschede), Nederlands marscomponist en musicus
- Carlo Mense (* 13 mei 1886 in Rheine; † 11 augustus 1965 in Königswinter), Duits kunstschilder in de stijlen van het expressionisme en later nieuwe zakelijkheid; [11] was lid van de Sonderbund; in het interbellum professor aan de kunstacademie te Breslau; veel van zijn werk werd door de nazi's als Entartete Kunst uit musea verwijderd en vernietigd.
- Josef Pieper (* 4 mei 1904 in Elte, gem. Rheine; † 6 november 1997 in Münster), Duits katholiek filosoof, navolger van Thomas van Aquino; hij bestudeerde ook de werken en ideeën van de oud-Griekse filosoof Plato en was lange tijd professor in de wijsbegeerte. [12]
- Hendrik Entjes (* 17 september 1919, † 8 mei 2006 in Nieuwleusen), hoogleraar en taalkundige.
- Bettina Hoy (Rheine, 7 november 1962), Duits amazone gespecialiseerd in eventing
- De ook in Nederland bekende schilder en graficus Matthias Weischer werd op 15 januari 1973 te Elte, gemeente Rheine, geboren.
- Jonas Reckermann (* 26 mei 1979), Duits voormalig beachvolleyballer, o.a. wereldkampioen in 2009 en winnaar van olympisch goud in 2012
- Rüdiger Brans, artiestennaam Digger, (1982), zanger, songwriter, lid van The Baseballs

### Overigen
- Anton Führer (* 30 september 1854 in Limburg an der Lahn; † 20 juli 1929 in Rheine), bij leven 22 jaar lang rector van het gymnasium te Rheine; hij was de geschiedschrijver van de stad; ereburger van Rheine. In de stad is een straat naar hem genoemd.
- Pater Emmanuel van de Nieuwenhof (1924-2009), vicarius- coöperator, inwoner van Rheine
- Willi Reimann, * 24 december 1949 in Schwagstorf , gem. Fürstenau, profvoetballer van 1967 tot 1981, trainer van 1982 tot 2006, maakte als spits deel uit van het elftal van Hamburger SV dat in 1977 de Europa Cup II won; voetbalde als jongen van 18 enige tijd bij VfL Rheine

## Afbeeldingen

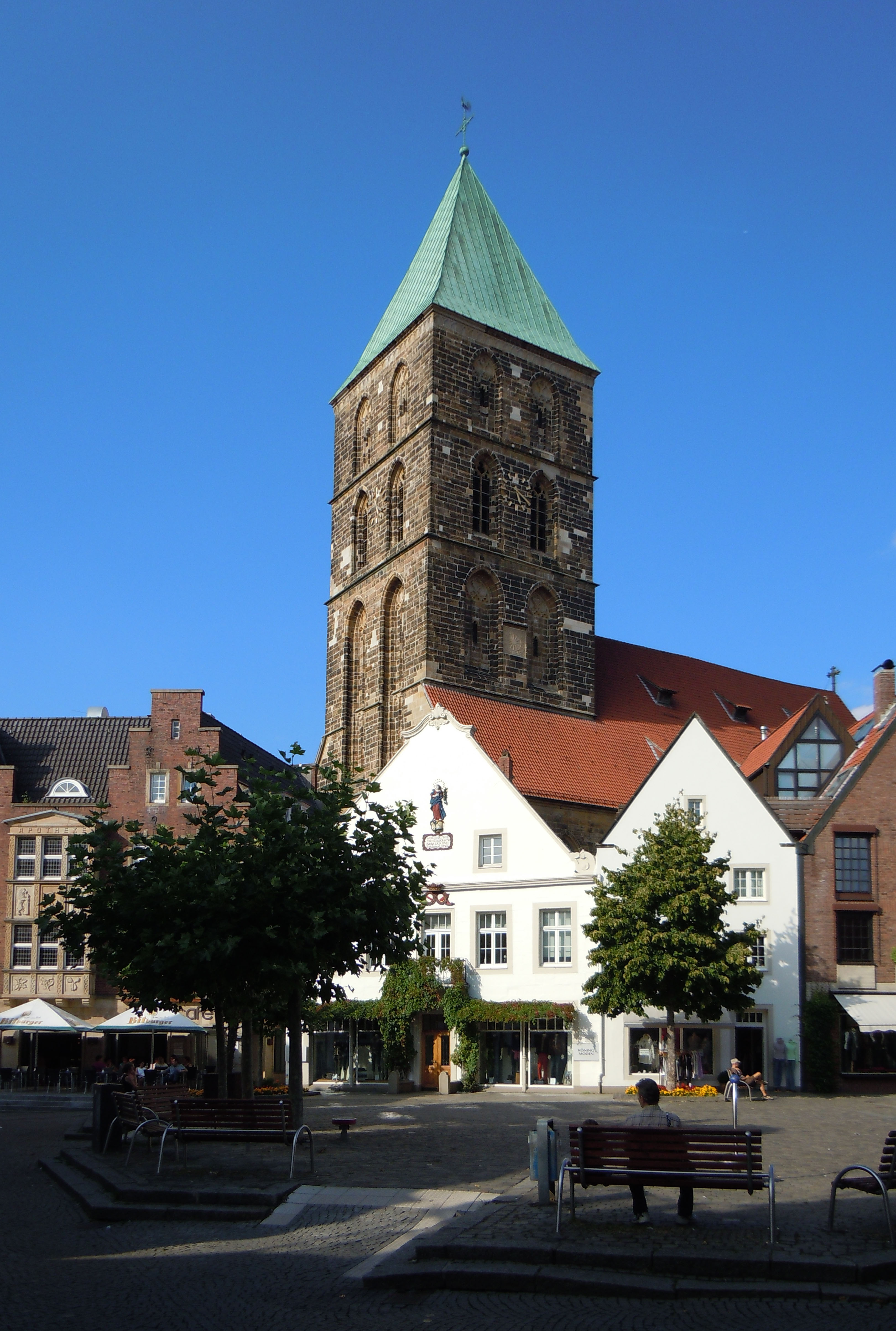
Toren van de St. Dionysiuskerk (1494-1520)
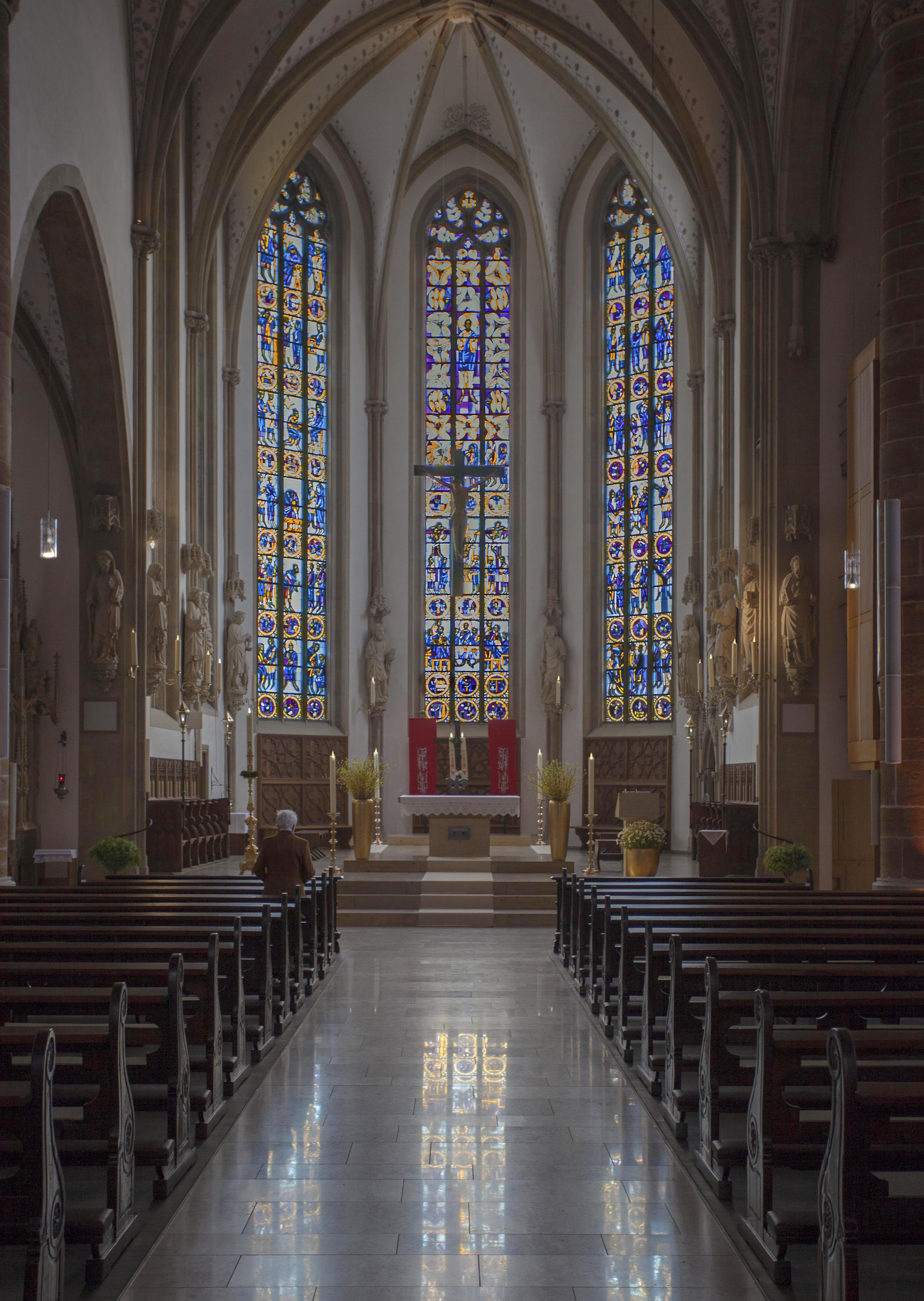
Koor van deze kerk
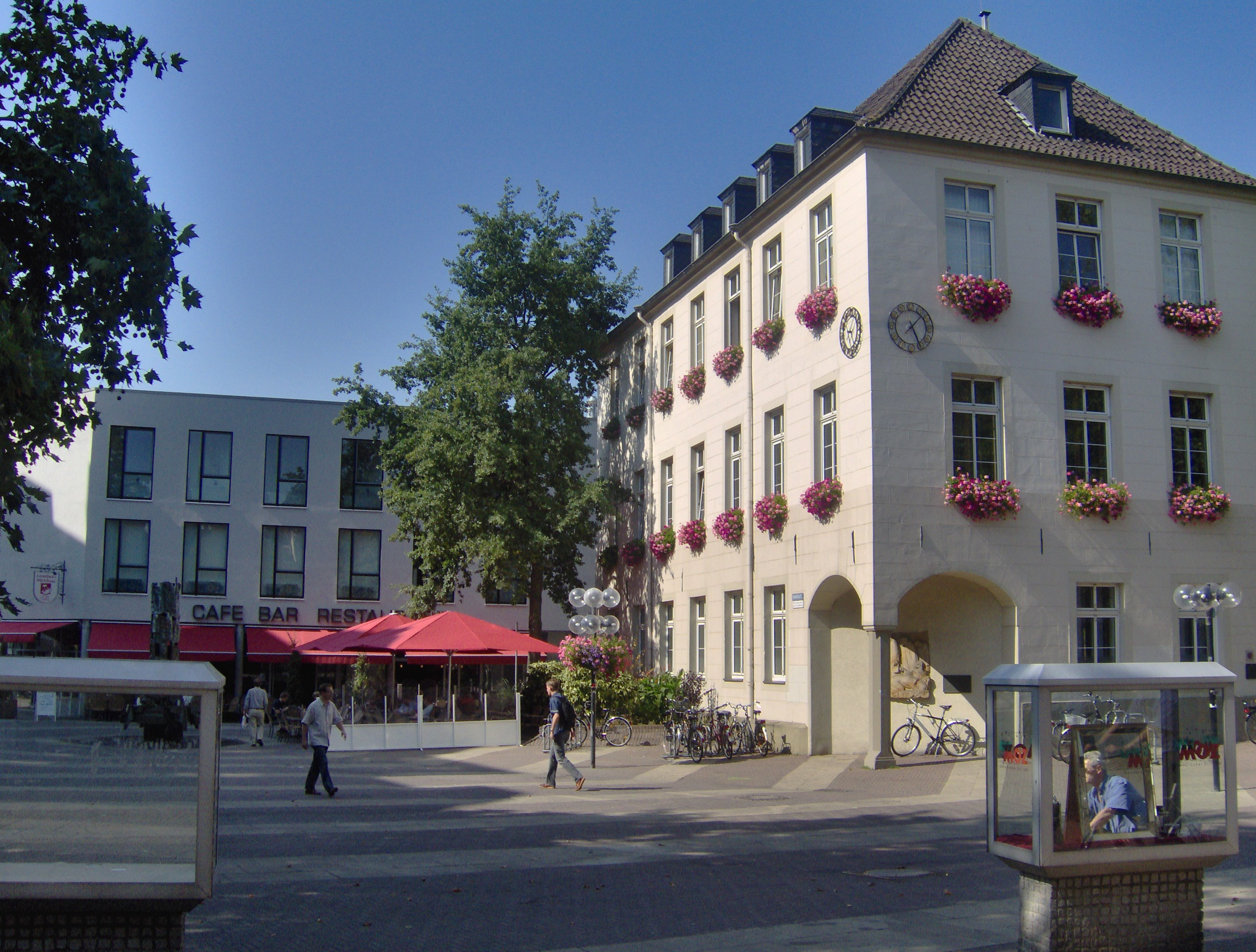
Het plein Borneplatz, vernoemd naar de partnergemeente van Rheine. Rechts het stadskantoor (v.m. stadhuis) uit 1662.
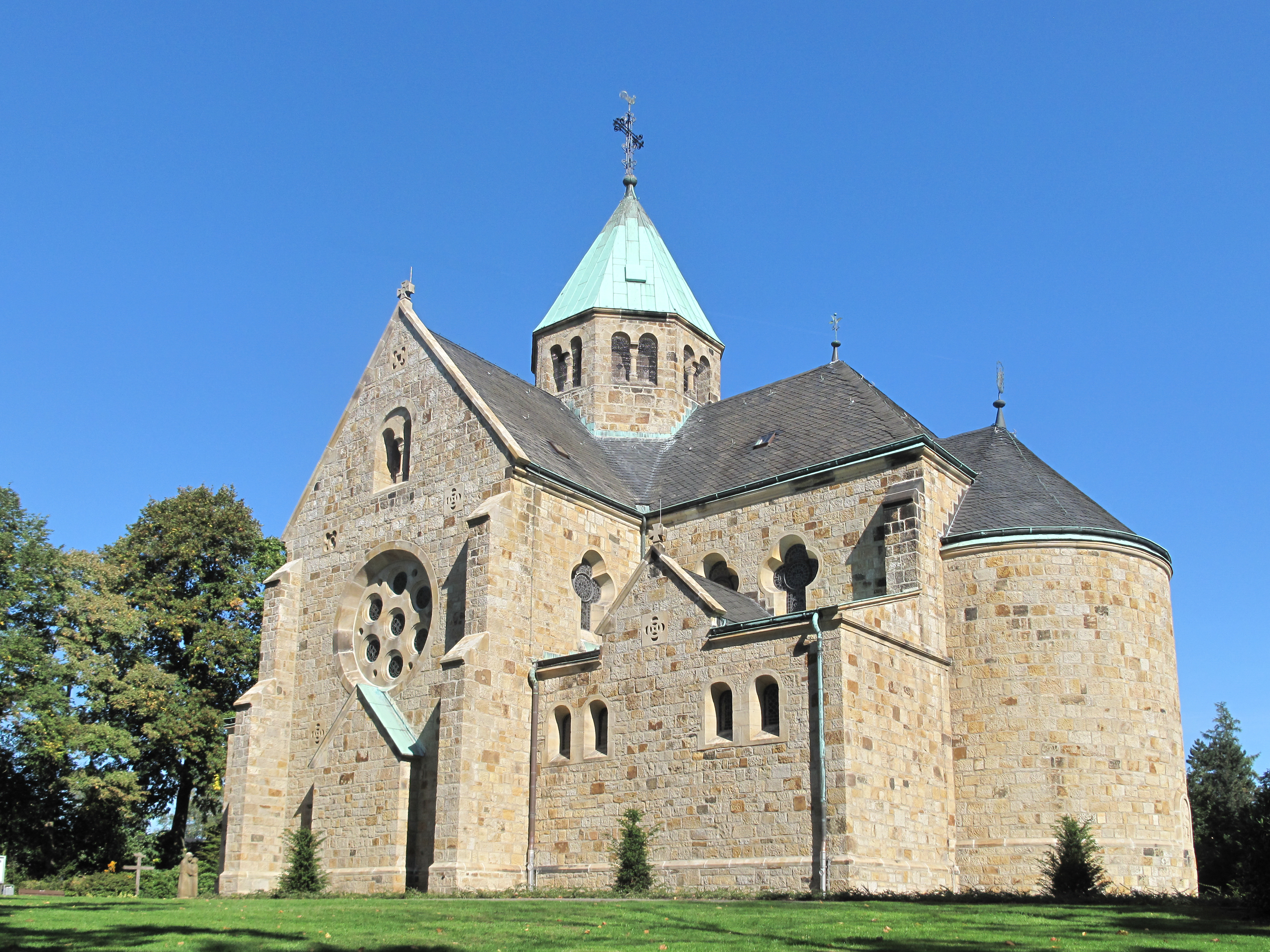
Hauenhorst, kerk Maria-Visitatie (Mariä Heimsuchung)
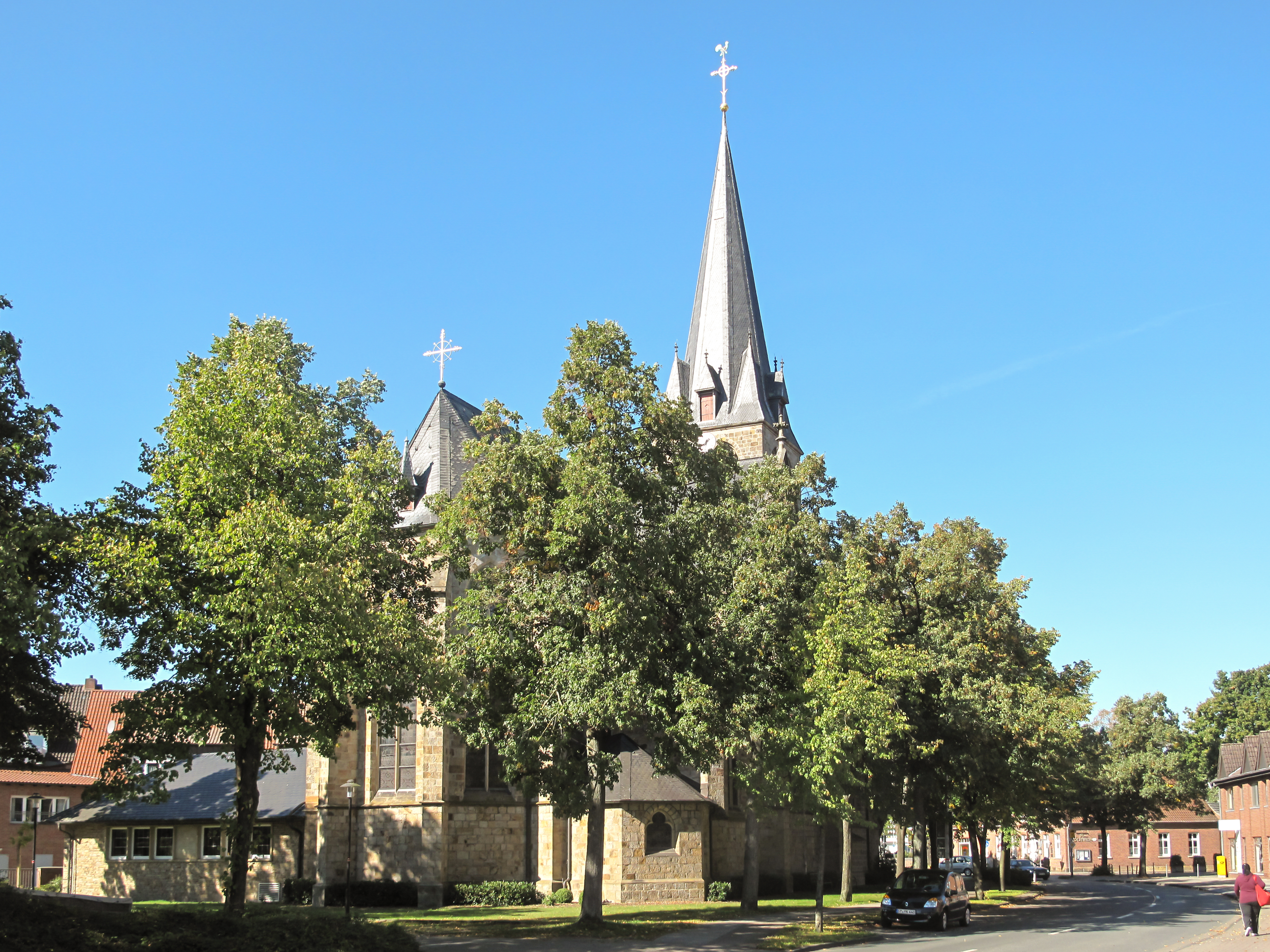
Mesum, R.K. Johannes-de-Doperkerk (1890)
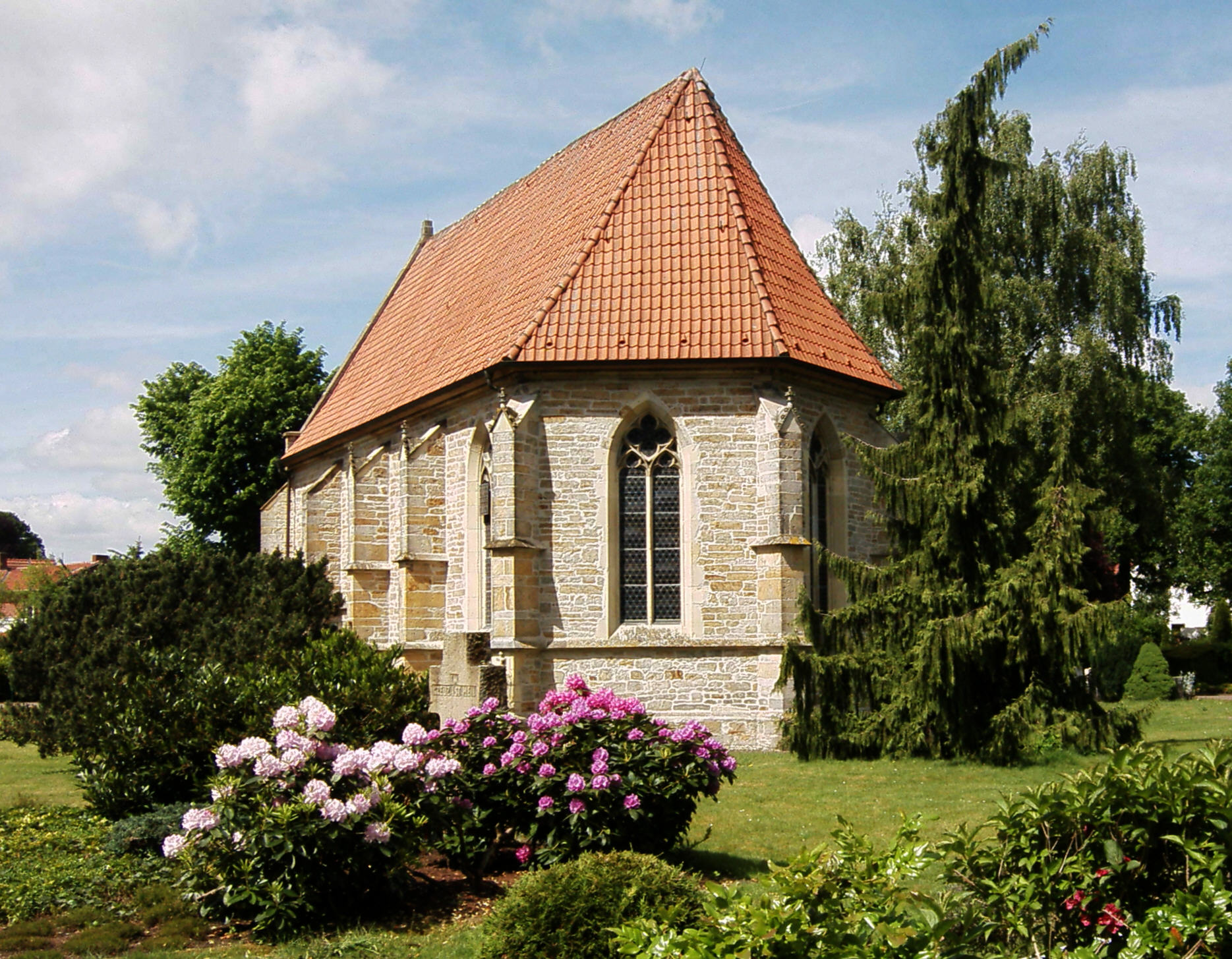
Oude Kerk, Mesum
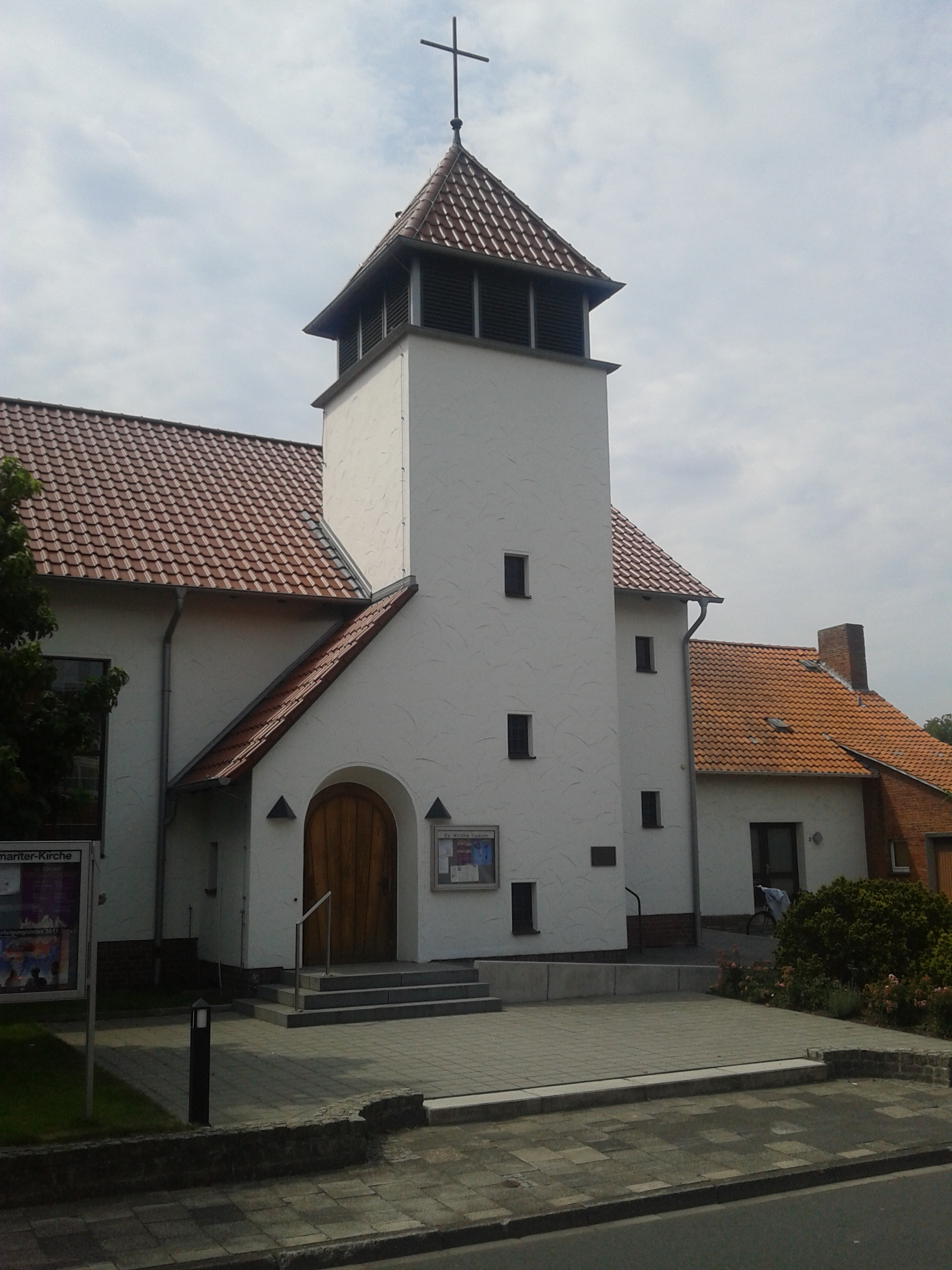
Mesum, evang.-lutherse Samariterkirche (Samaritanenkerk, 1956)
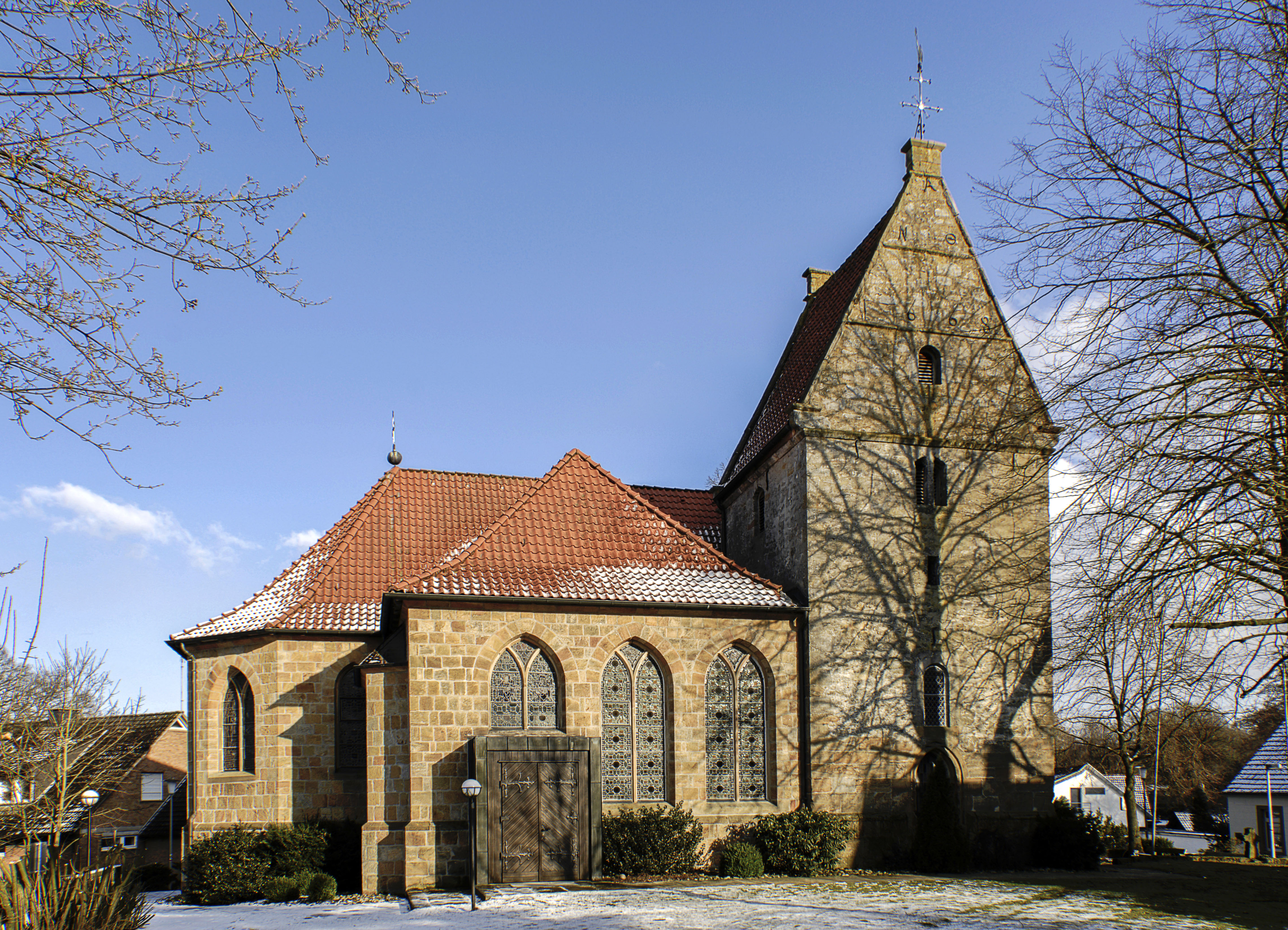
St. Ludgeruskerk (17e eeuw), Elte
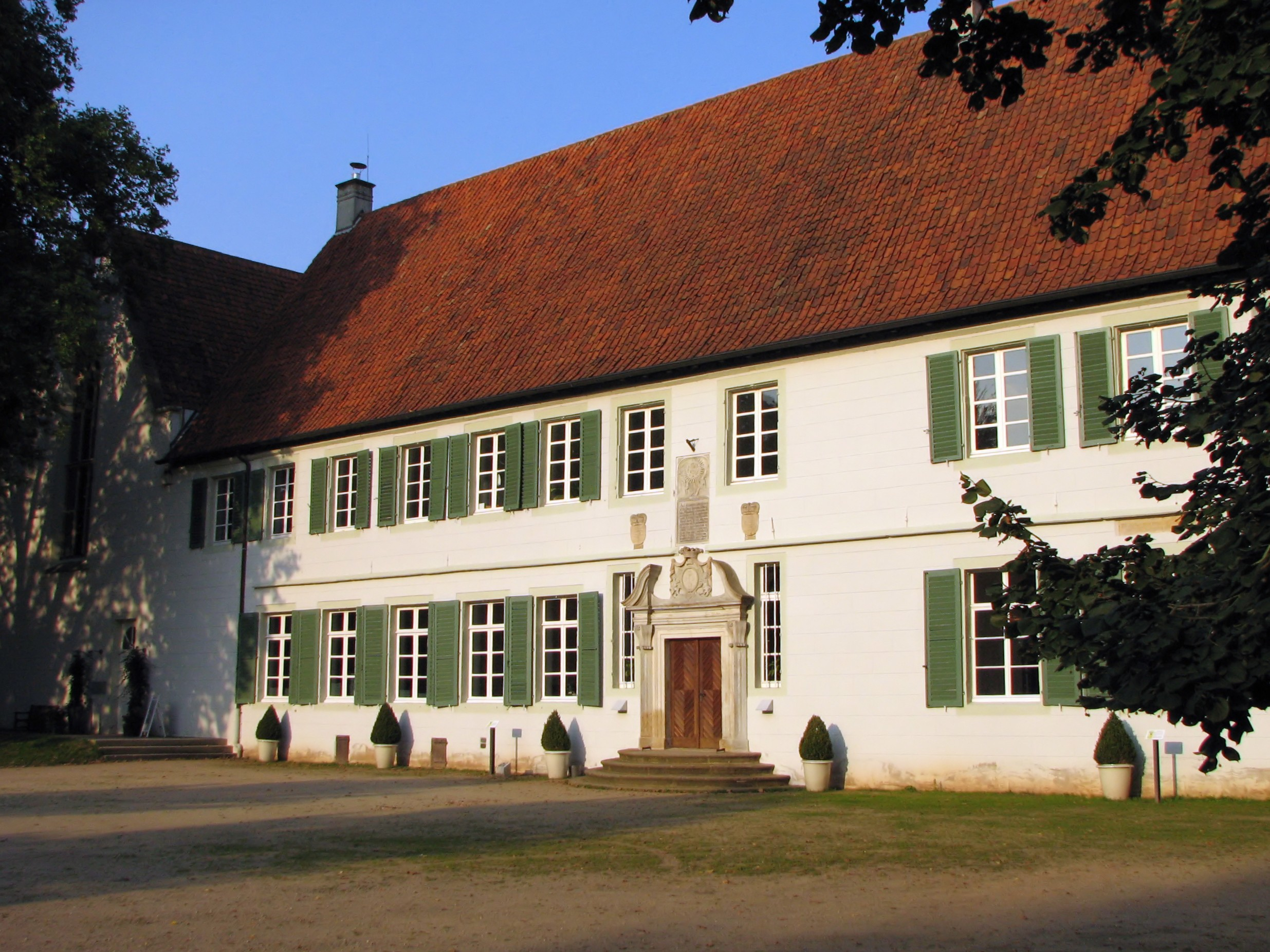
Kloster/Schloss Bentlage
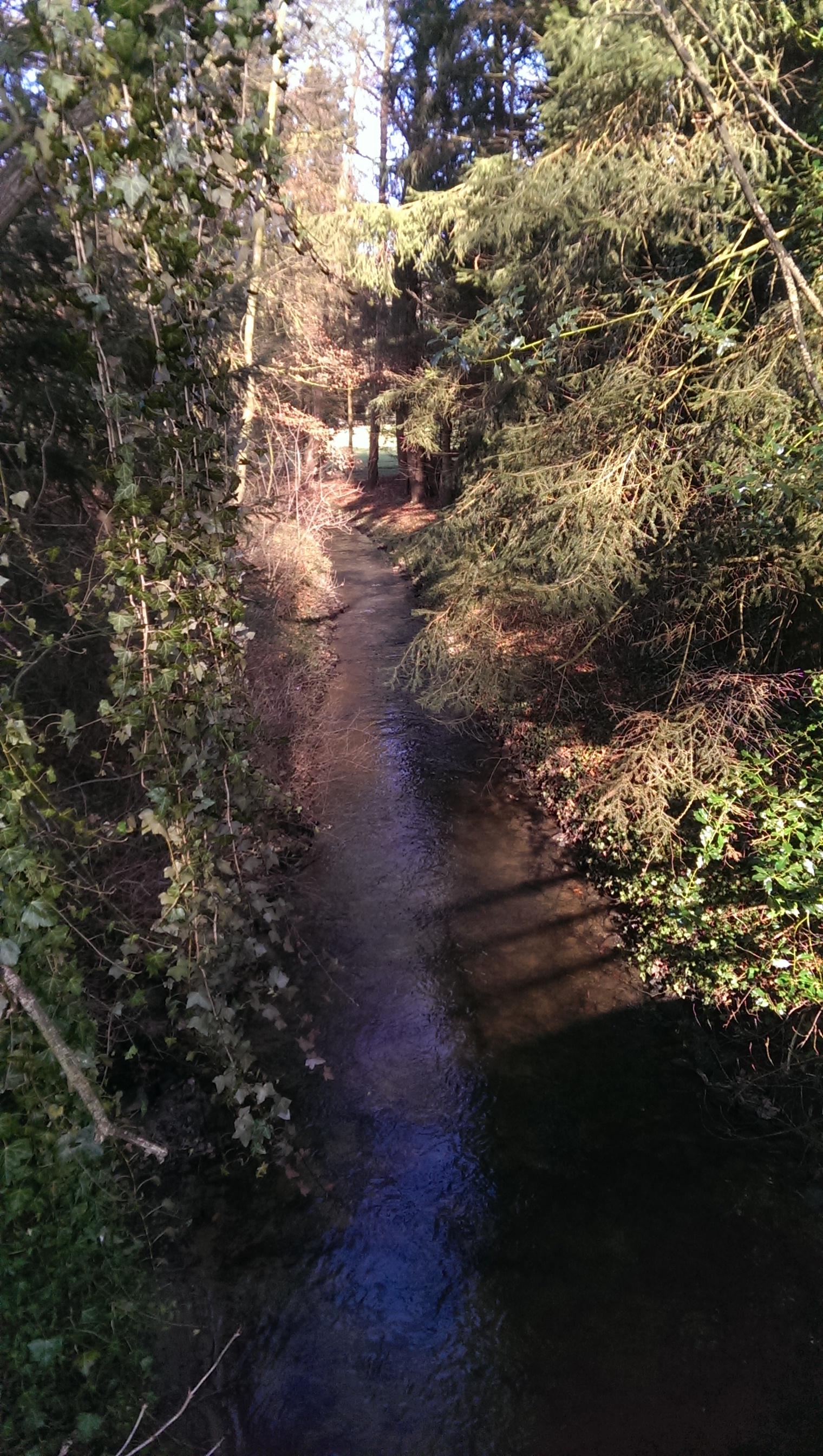
Het beekje Randelbach bij het Bentlager Wald
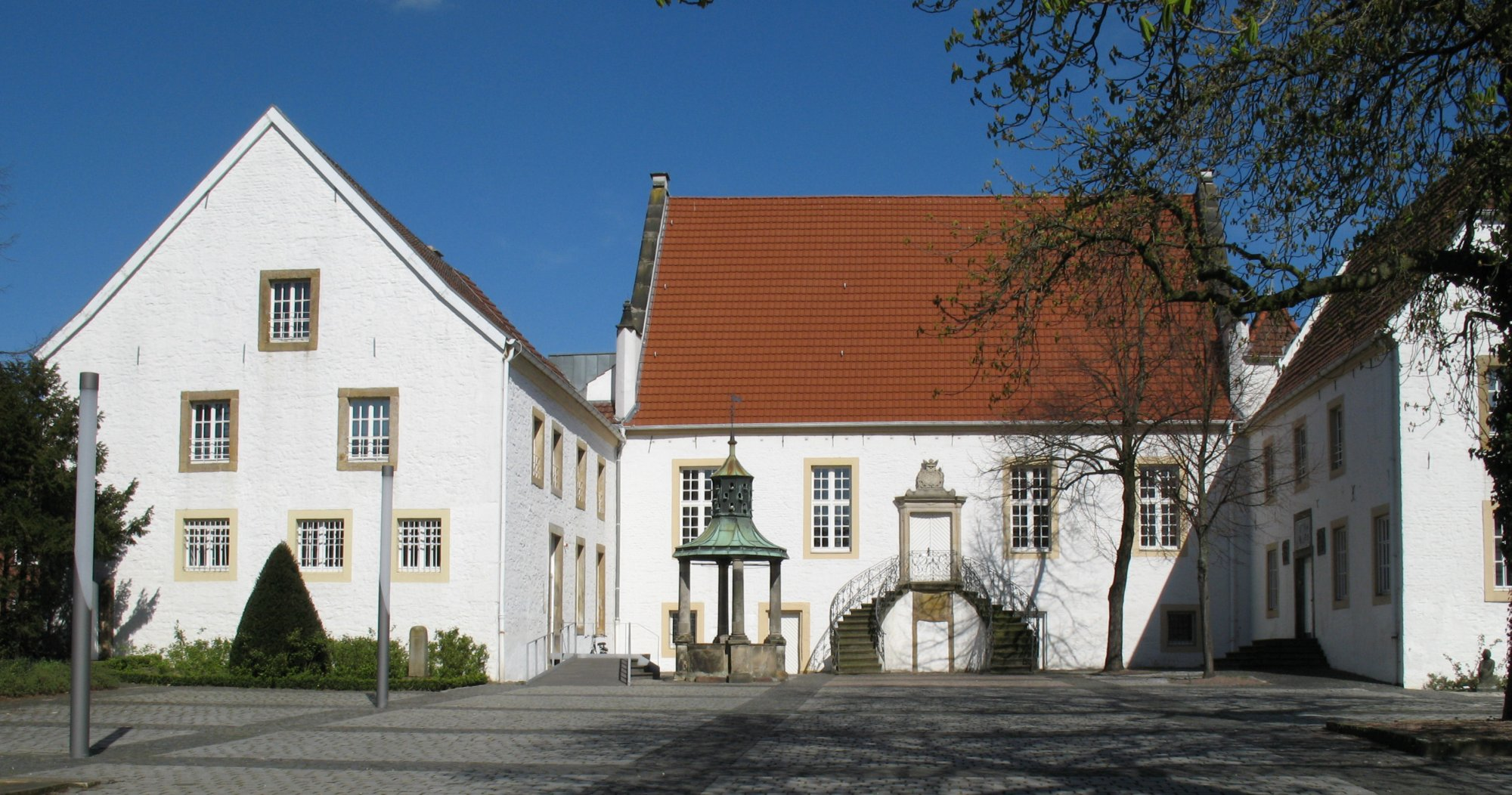
Stadsmuseum Falkenhof
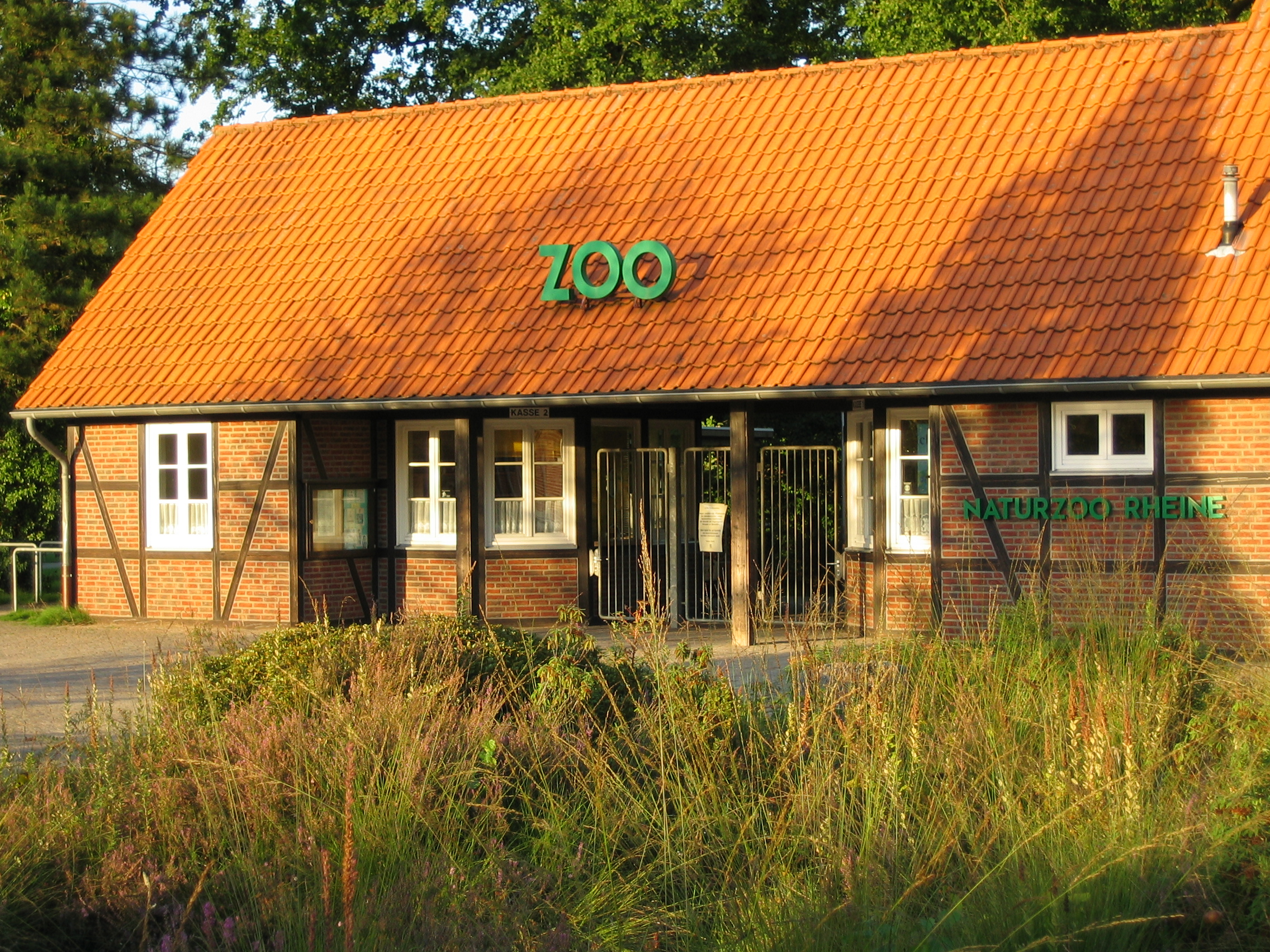
Ingang dierentuin
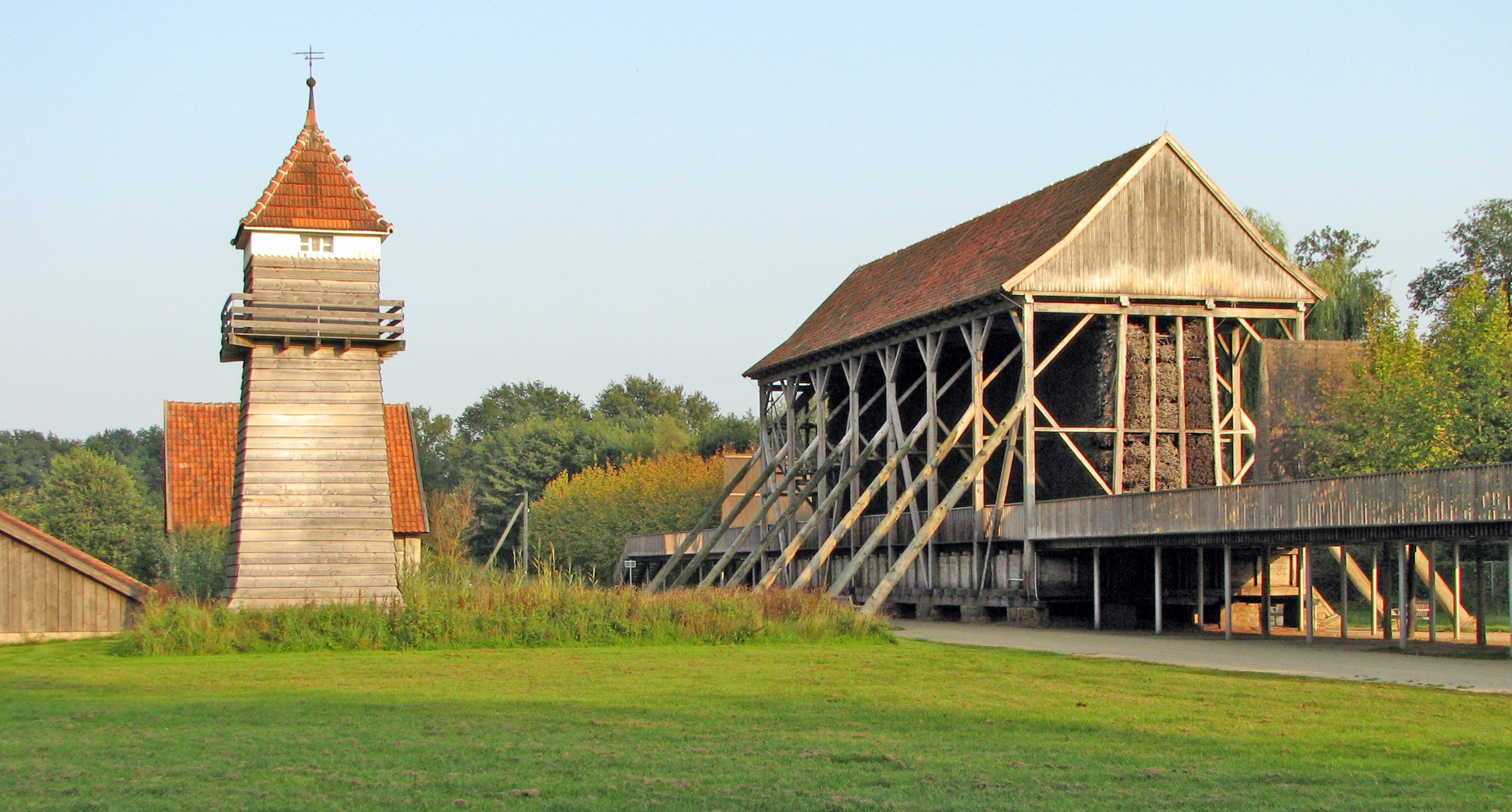
Zoutwinningsmuseum Saline Gottesgabe
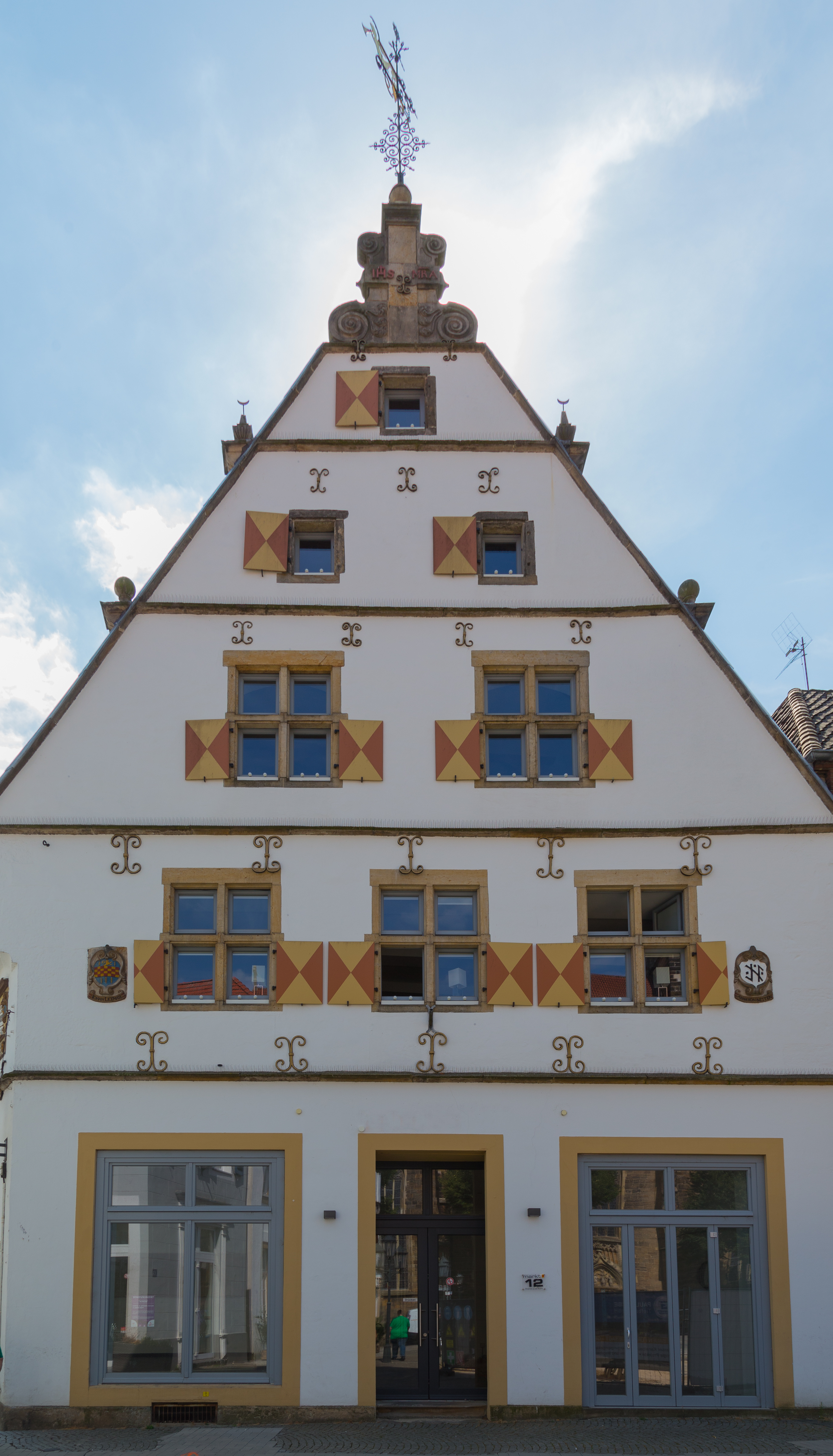
Beckers-sches Haus, 1648, Marktplatz
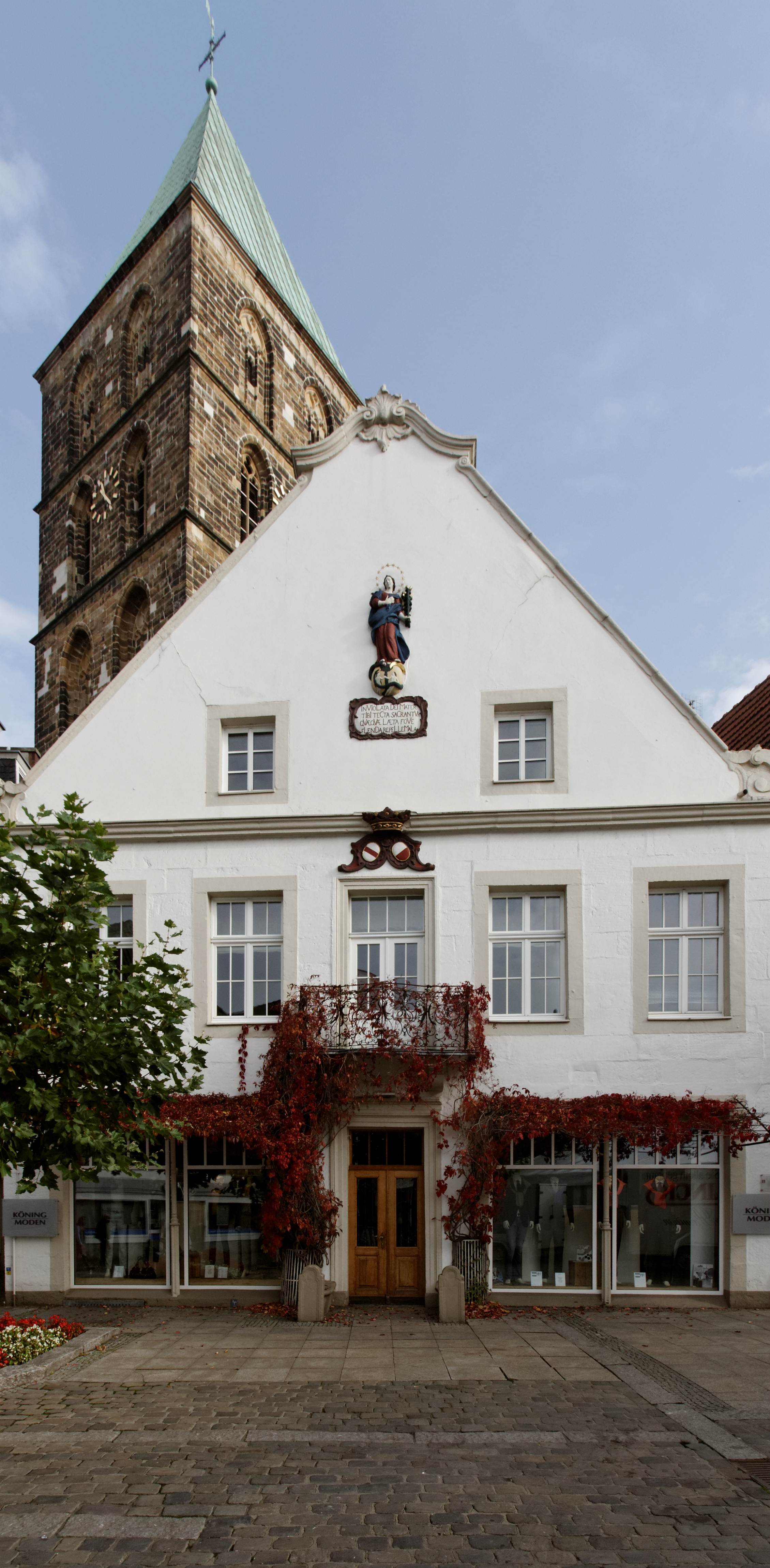
Huis Nien-kemper (1762), Marktplatz
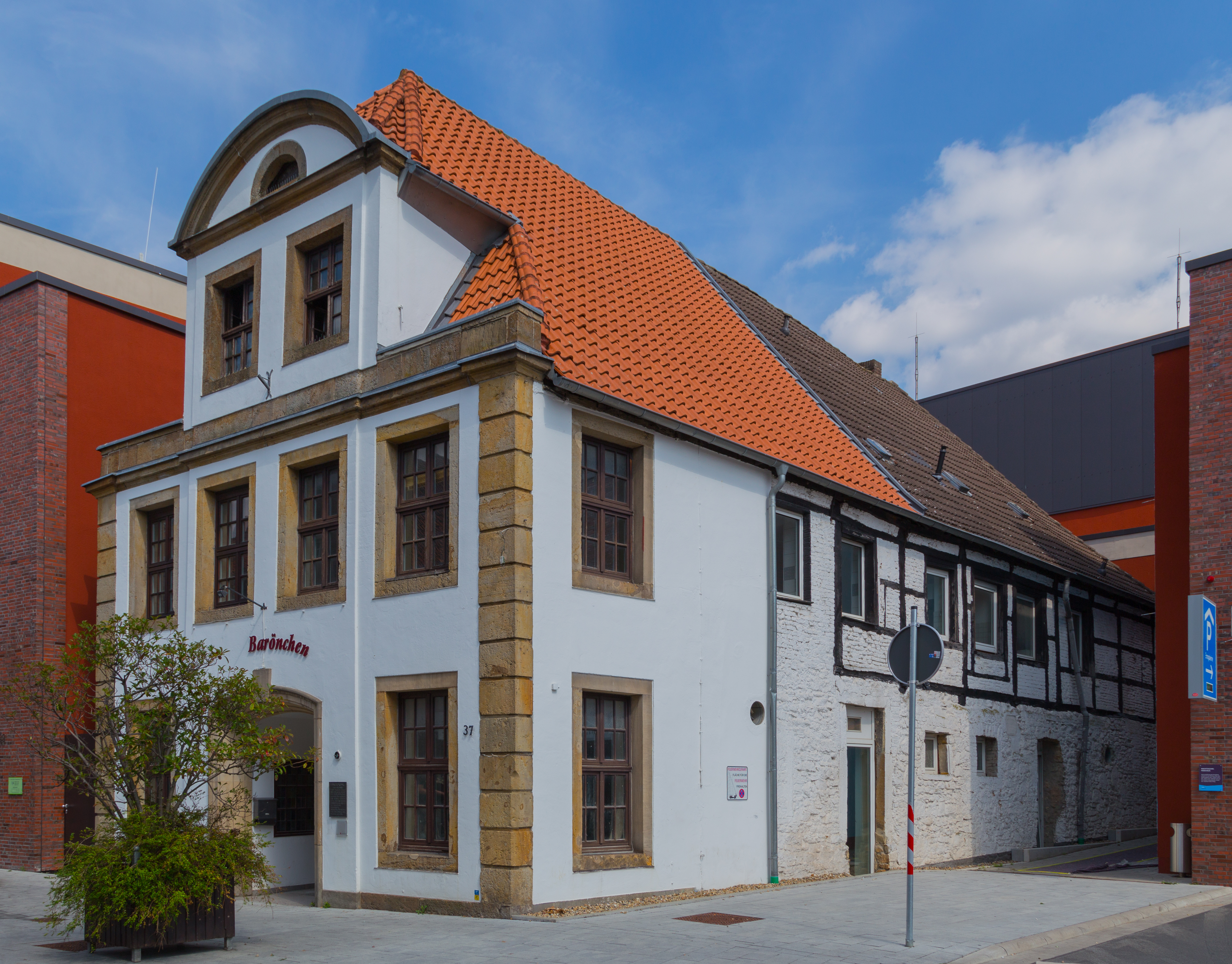
Hotel Het Baronnetje, Münsterstraße, ca. 1800
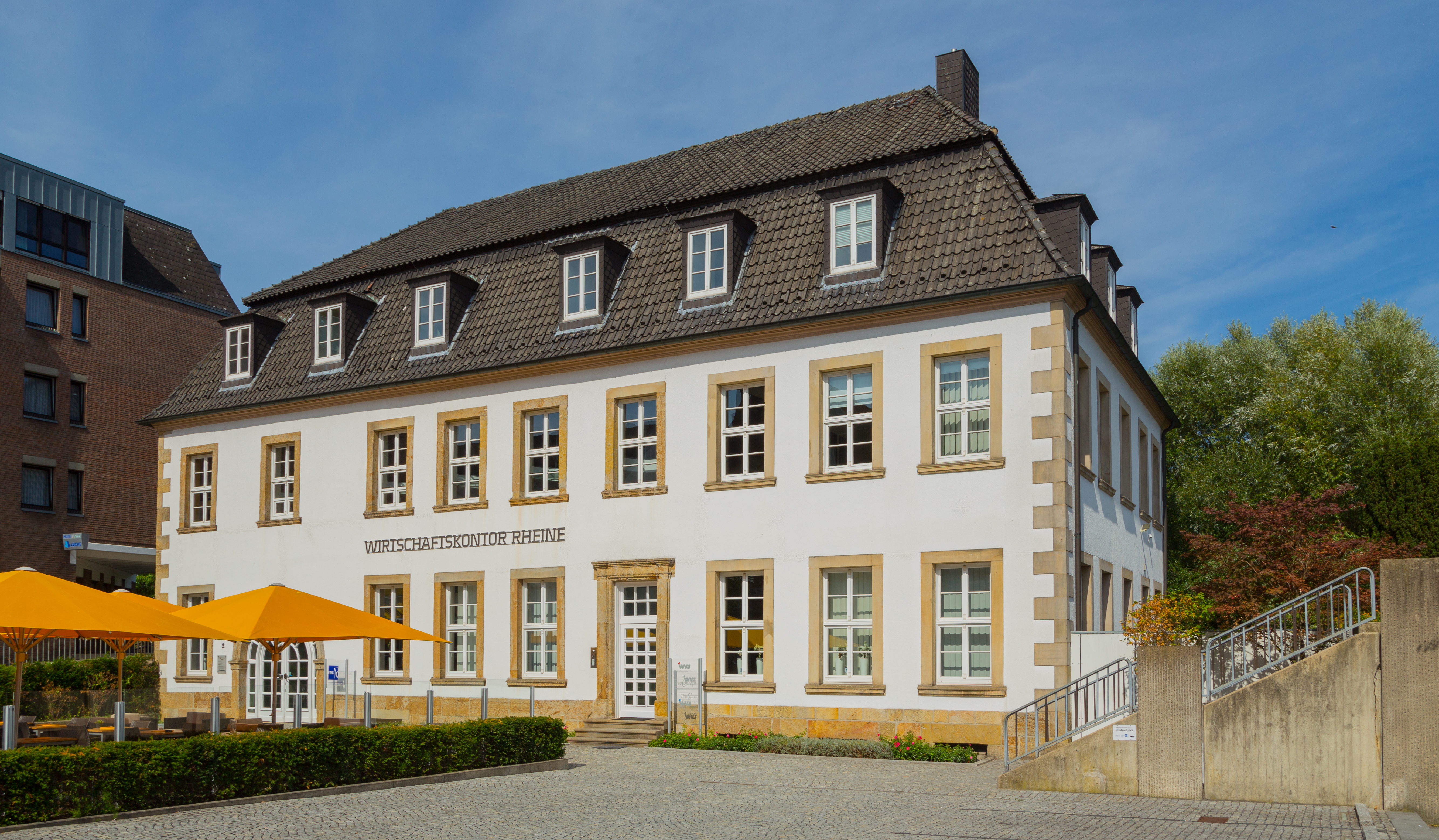
Herenhuis aan de Heiliggeist-Platz te Rheine uit plm. 1802

## Trivia

### Spoorweghistorie

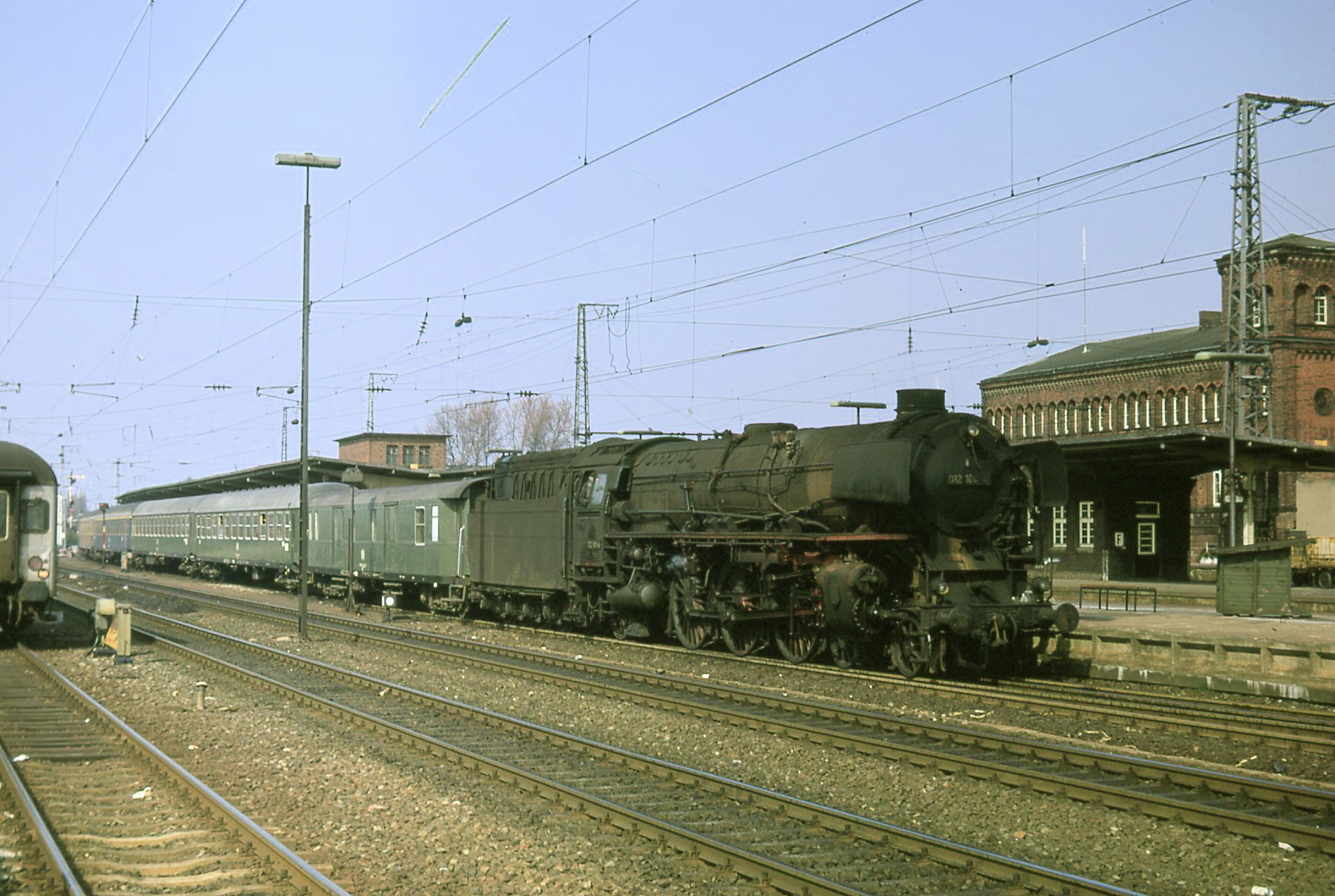
Locomotief Baureihe 012 in Rheine, 1974
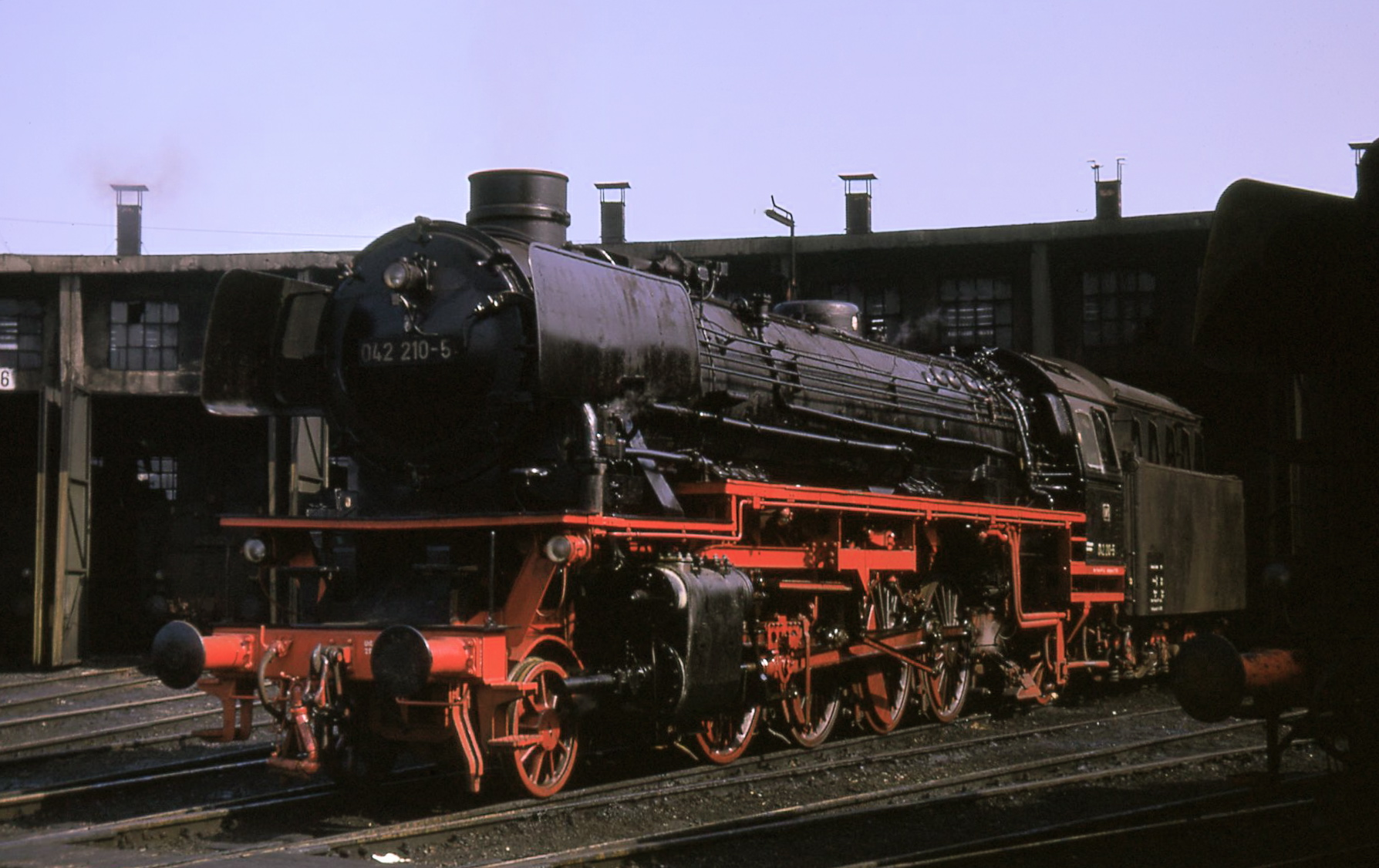
Locomotief Baureihe 042, 1974
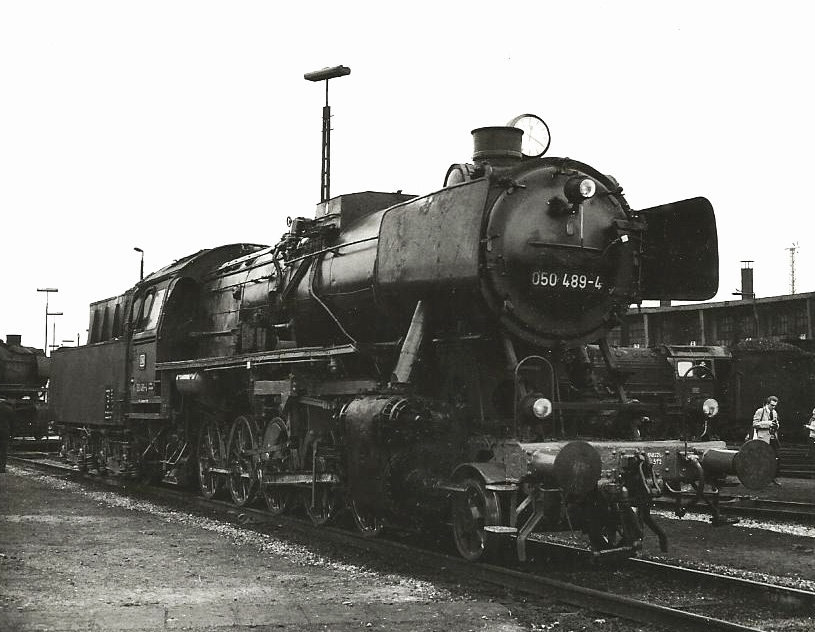
Locomotief Baureihe 050, 1972
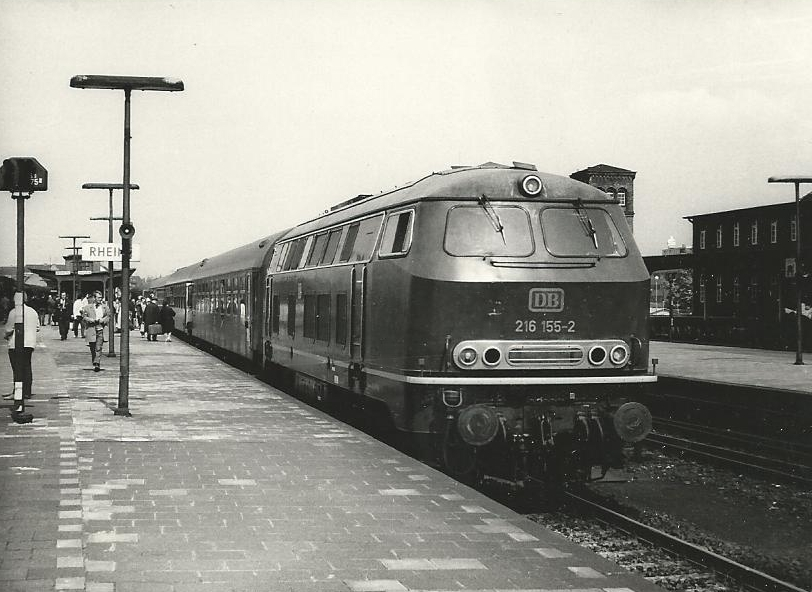
Locomotief Baureihe 216, 1972

De stad was samen met Meppen en vooral Emden tot 1977 een bezoekplaats voor duizenden spoorweghobbyisten, omdat vanuit deze plaatsen de laatste stoomlocomotieven van de DB (zie bovenstaande afbeeldingen) werden ingezet op het traject Rheine - Emden. 

## Aanbevolen literatuur
- Anton Führer: Geschichte der Stadt Rheine. Von den ältesten Zeiten bis zur Gegenwart. Uitgegeven door Heinrich Büld. 2e druk. Eckers, Rheine 1974. Ouderwets, maar nog goed bruikbaar studieboek over de geschiedenis van de stad tot plm. 1925.